# Liste der Wappen in Berlin
Diese Liste beinhaltet alle in Wikipedia gelisteten Wappen des Landes Berlin mit seinen Bezirken und Ortsteilen. Die Wappen der historischen Städte und Landgemeinden haben mit der Eingemeindung in Groß-Berlin ihre Gültigkeit verloren und verschwanden aus dem amtlichen Gebrauch. Sie können aber für kulturelle Zwecke und zur Symbolisierung der Ortszugehörigkeit weiter verwendet werden. Die genaueren Informationen zu den Wappen sind über die Details erreichbar.

## Landeswappen

Karte Berlin, Deutschland
Landeswappen Berlin (Details)

## Wappen der Bezirke Berlins
Die Bezirke führen nach dem Gesetz über die Hoheitszeichen des Landes Berlin vom 13. Mai 1954 das Landeswappen. Der Senat von Berlin kann und hat den einzelnen Bezirken auch Bezirkswappen verliehen, die sie bei besonderen Anlässen neben dem Landeswappen führen können. Für die Nutzung der Bezirkswappen gelten dieselben Regeln wie für das Landeswappen.
Als verbindendes Element aller Berliner Bezirkswappen mit der Stadt Berlin, aber auch untereinander, ist die auf dem Schild ruhende dreitürmige Mauerkrone, deren mittleren Turm mit dem Berliner Wappenschild (silber) belegt ist, vorgeschrieben. Sie wurde in den 1950er-Jahren eingeführt und schmückte bis 1992 nur die Wappen der Bezirke in West-Berlin. Nach der deutschen Wiedervereinigung, und damit auch der Wiedervereinigung Berlins, wurde die Mauerkrone auch auf die Wappen der Bezirke des früheren Ostteil der Stadt gesetzt. Die Mauerkronen wurden von den Bezirken allerdings geringfügig unterschiedlich gestaltet. Mit der Bezirksfusion vom 1. Januar 2001 und der Neuerstellung von Wappen für die fusionierten Bezirke wurde auch die Mauerkrone überarbeitet. Seitdem schmücken die Bezirkswappen wieder eine einheitliche Mauerkrone.
Die Wappen der 1920 in Groß-Berlin eingemeindeten Städte, Gemeinden und Gutsbezirken verloren mit der Eingemeindung ihre Gültigkeit und verschwanden aus dem amtlichen Gebrauch. Einige von ihnen wurden als Bezirkswappen übernommen oder flossen in deren Gestaltung ein.

Charlottenburg-Wilmersdorf (Details)
Friedrichshain-Kreuzberg (Details)
Lichtenberg (Details)
Marzahn-Hellersdorf (Details)
Mitte (Details)
Neukölln (Details)
Pankow (Details)
Reinickendorf (Details)
Spandau (Details)
Steglitz-Zehlendorf (Details)
Tempelhof-Schöneberg (Details)
Treptow-Köpenick (Details)

## Historische Wappen

### Historische Stadtwappen Berlins
(Details)

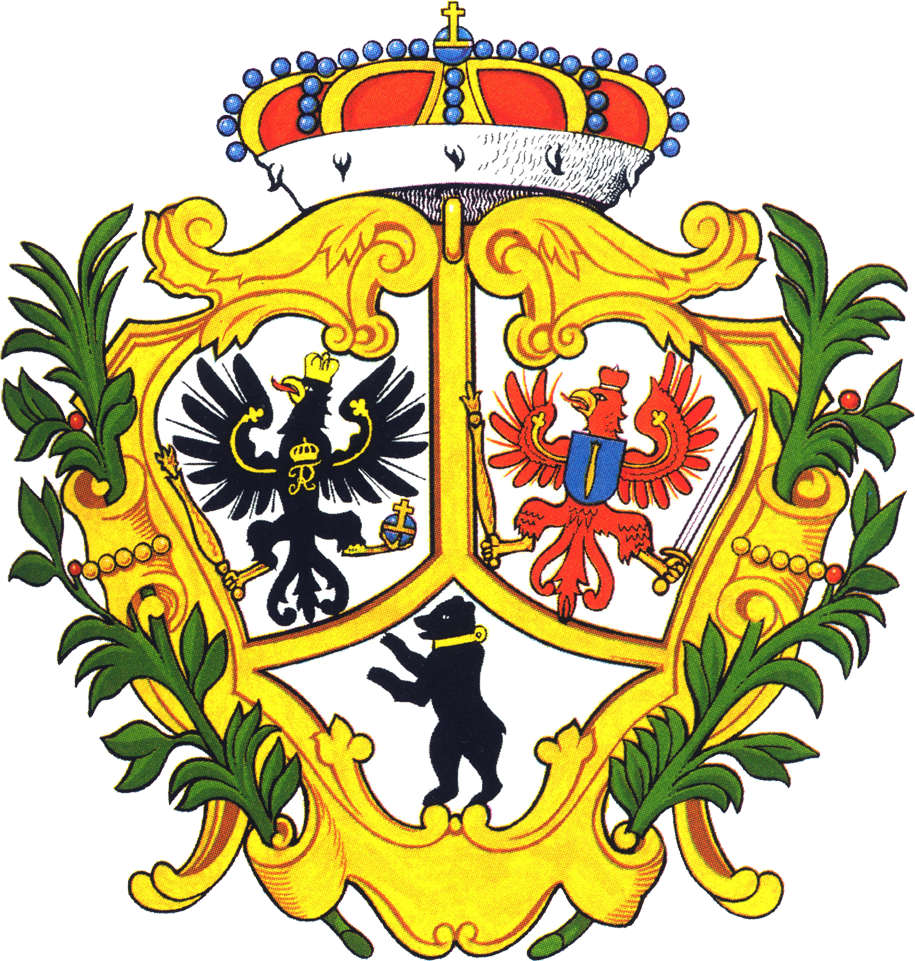
Großes Wappen ab 1709
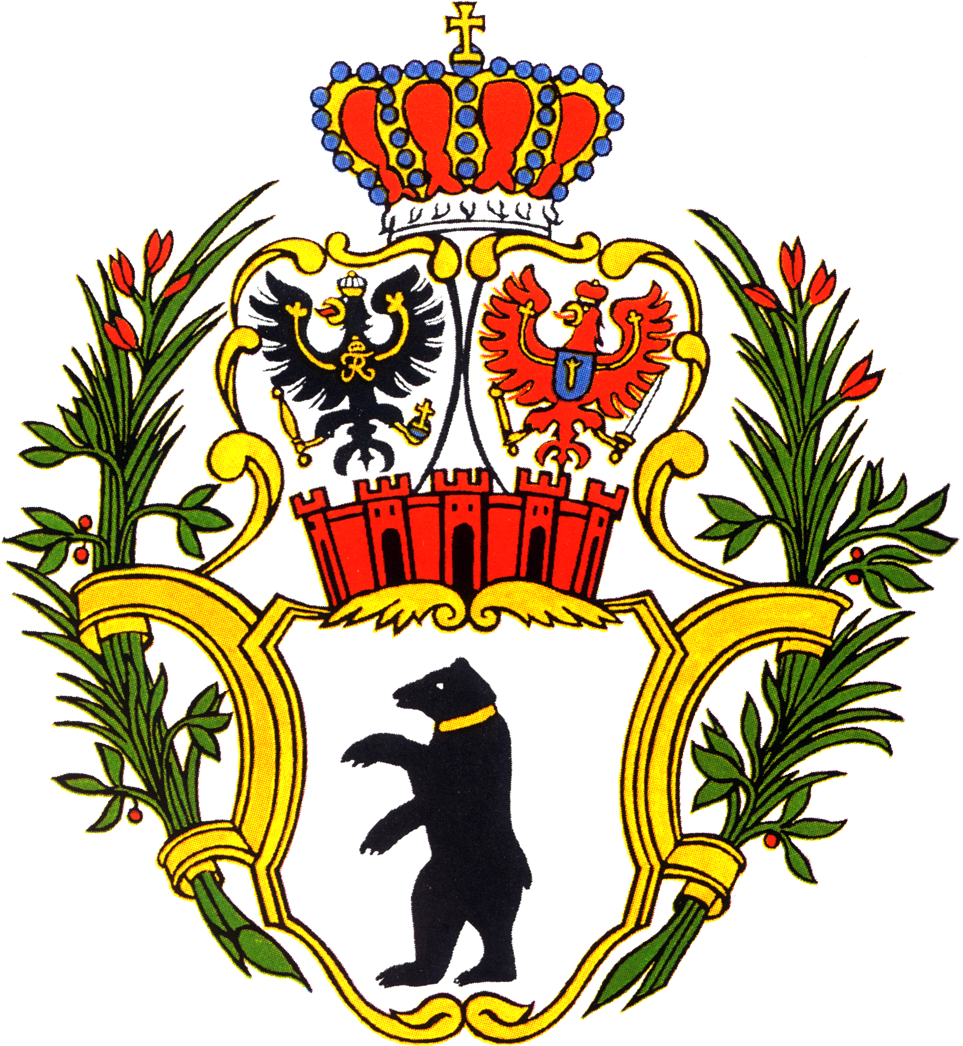
Großes Wappen ab 1839
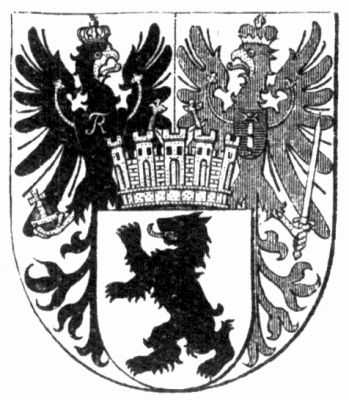
Stadtwappen ab 1875
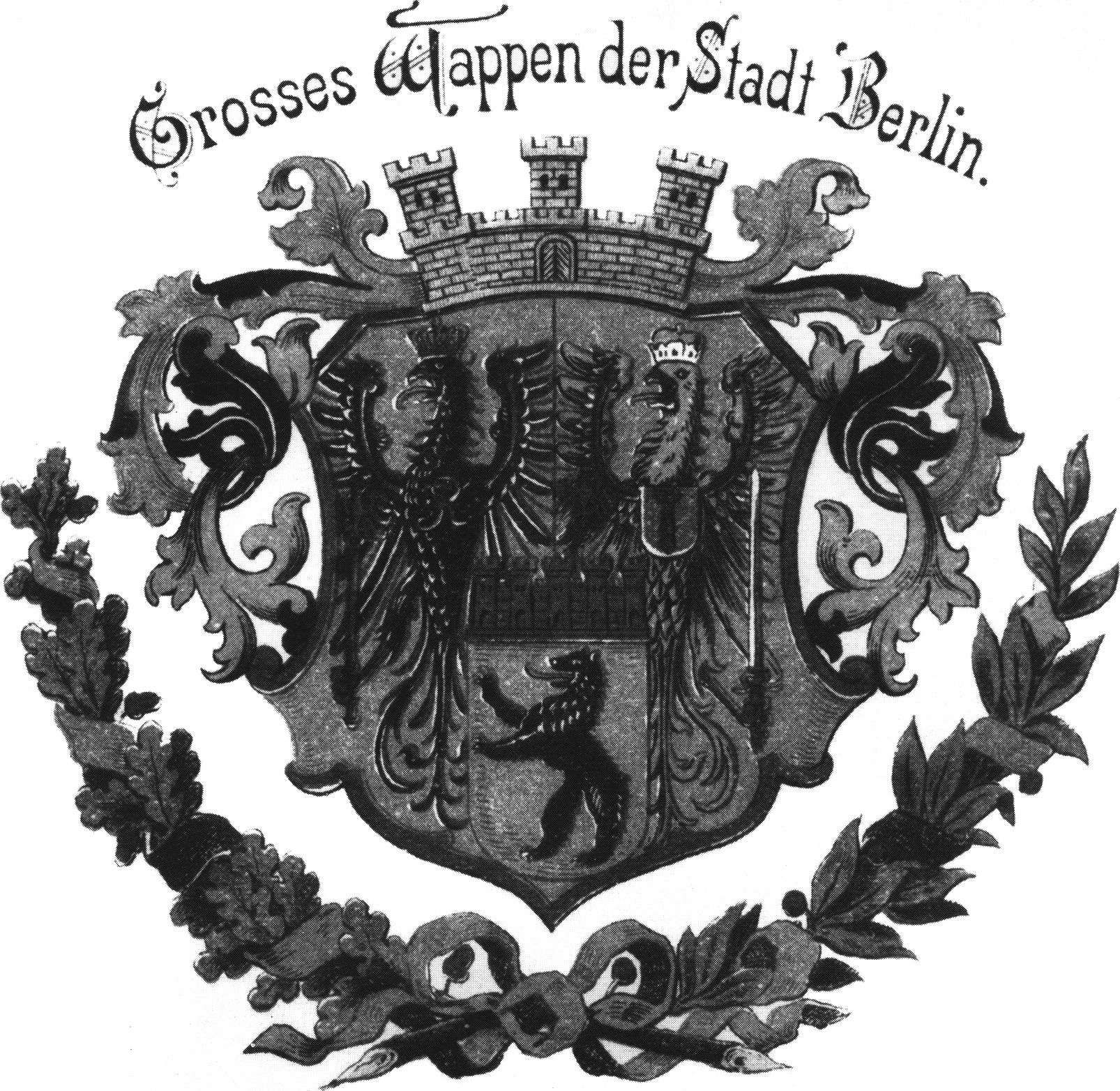
Großes Wappen ab 1883
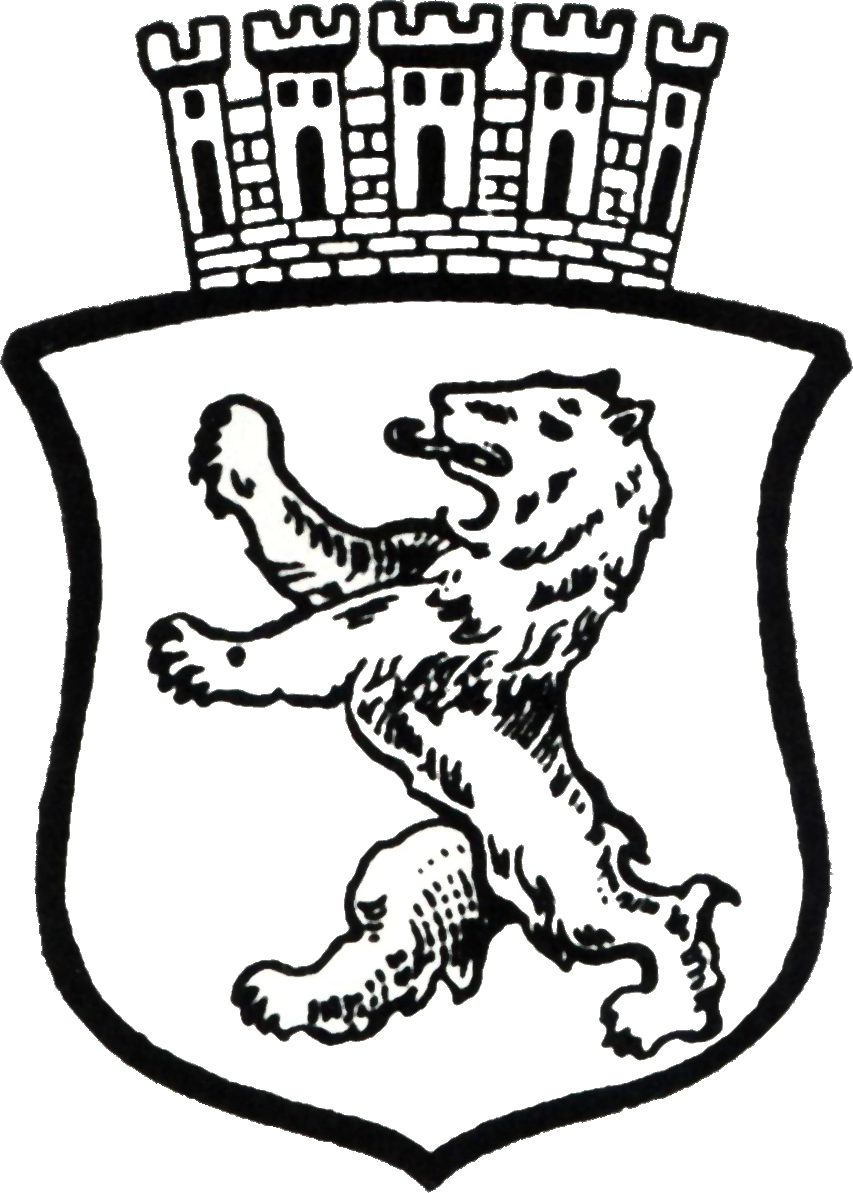
Kleines Wappen ab 1883
Stadtwappen ab 1935 (und Ostberlin bis 1991)

### Historische Wappen der Bezirke (1945–2001)

Charlottenburg ab 1957 (Details)
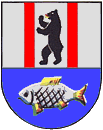
Friedrichshain ab 1935 (Details)
Friedrichshain ab 1987 (Details)
Friedrichshain ab 1991 (Details)
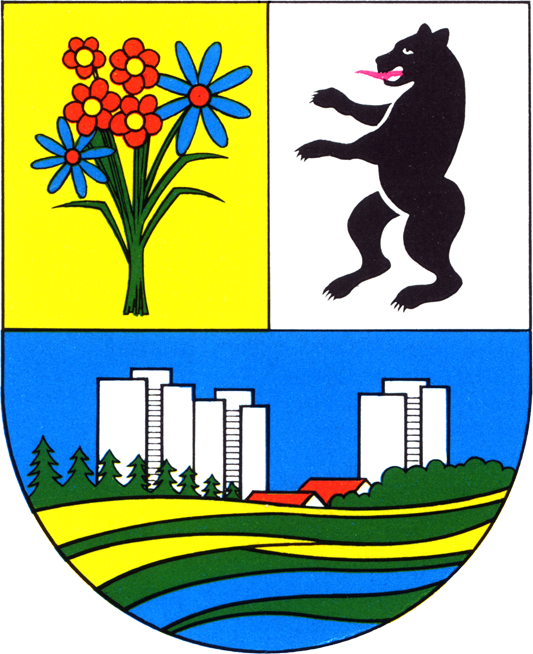
Hellersdorf ab 1986 (Details)
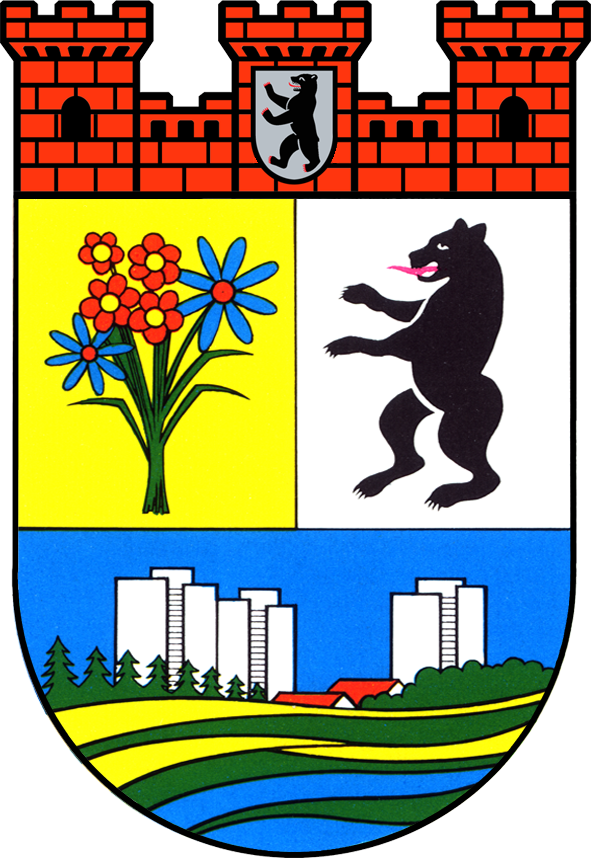
Hellersdorf ab 1992 (Details)
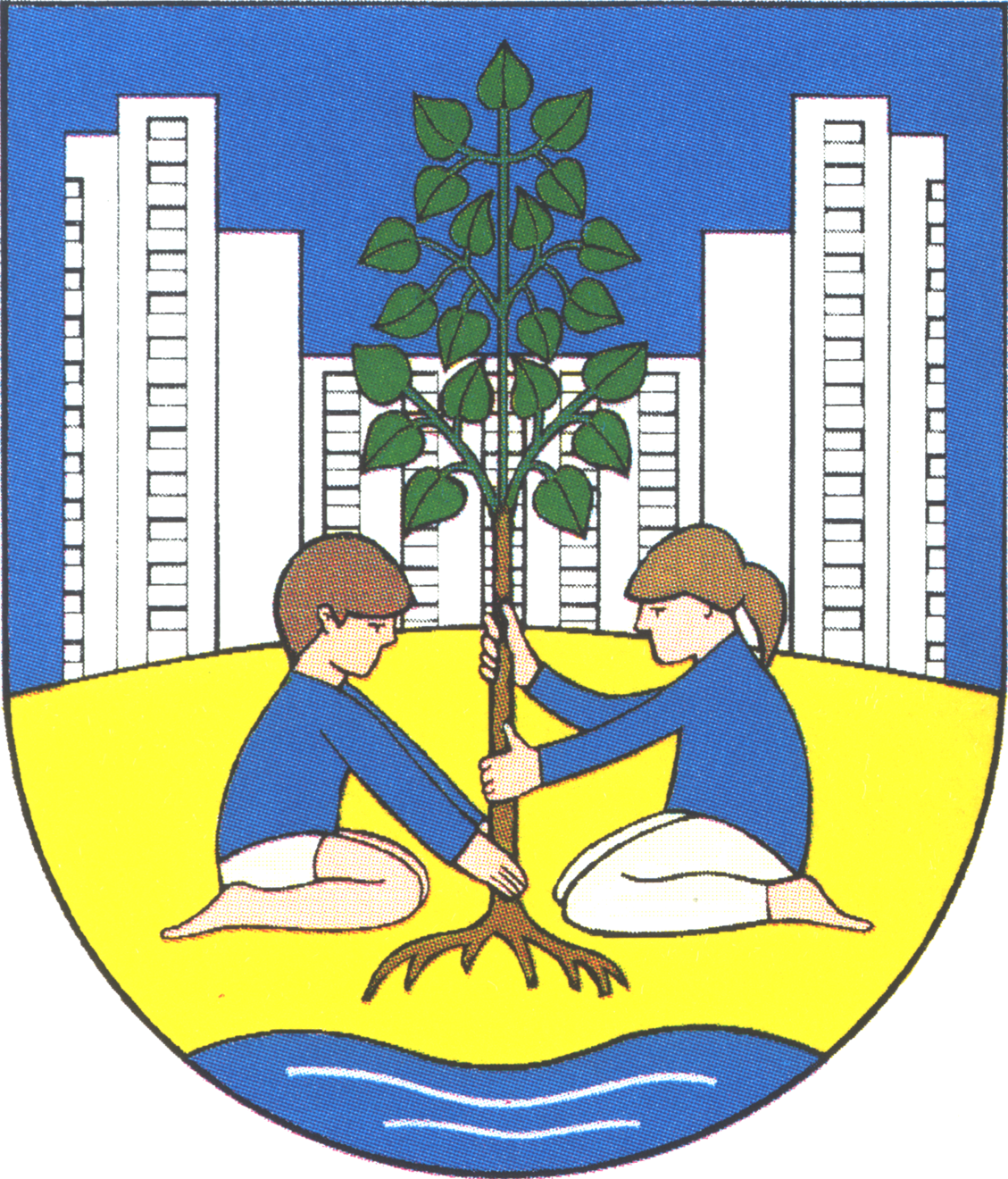
Hohenschönhausen ab 1987 (Details)
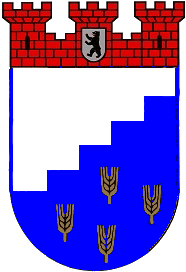
Hohenschönhausen ab 1992 (Details)
Köpenick ab 1920 (Details)
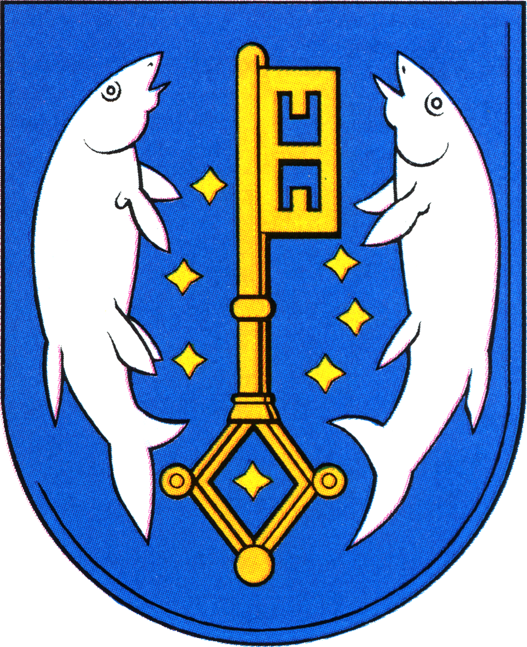
Köpenick ab 1987 (Details)
Köpenick ab 1992 (Details)
Kreuzberg ab 1956 (Details)
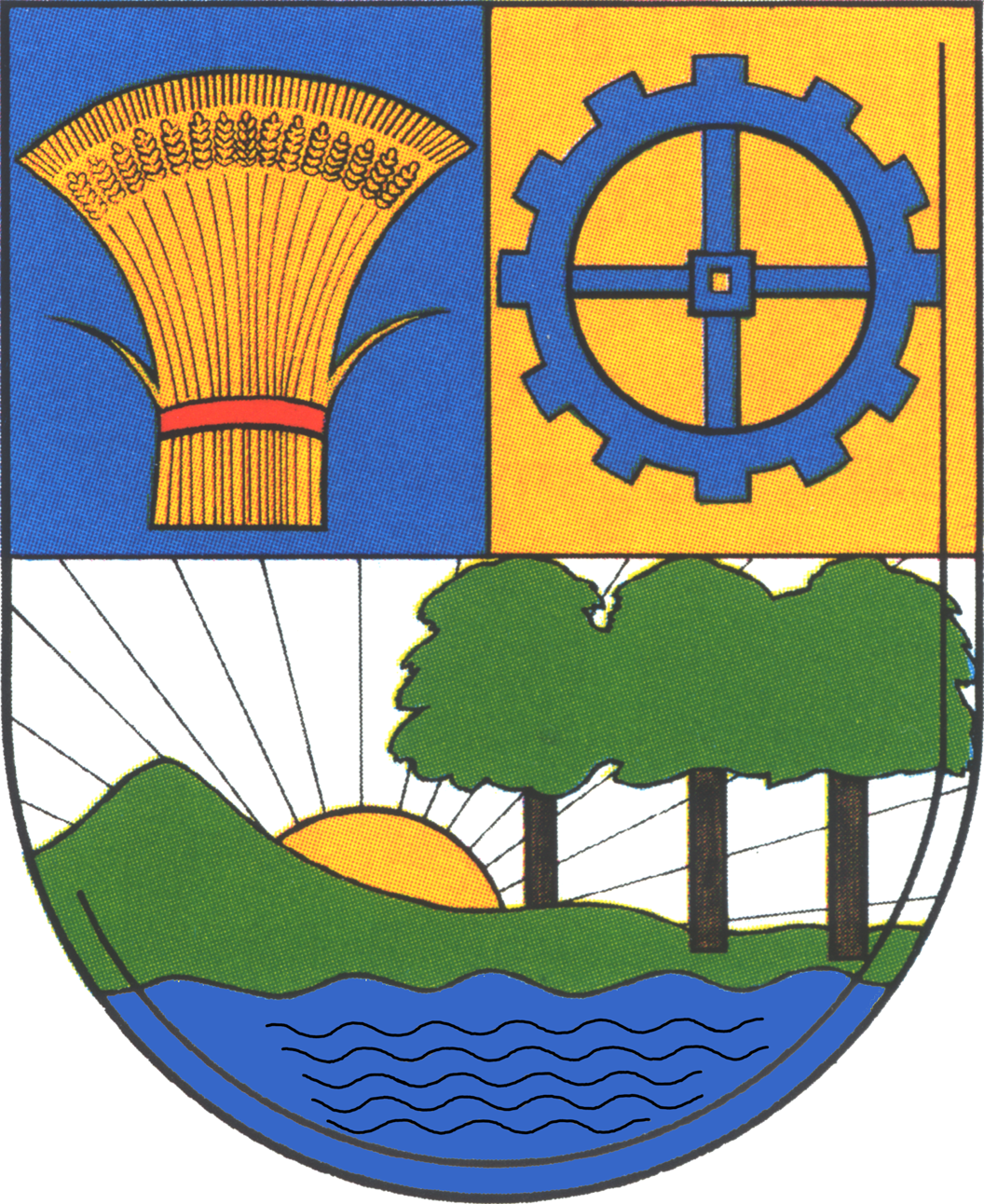
Lichtenberg ab 1987 (Details)
Lichtenberg ab 1991 bis 2001 (Details) Abbildung liegt nicht vor.
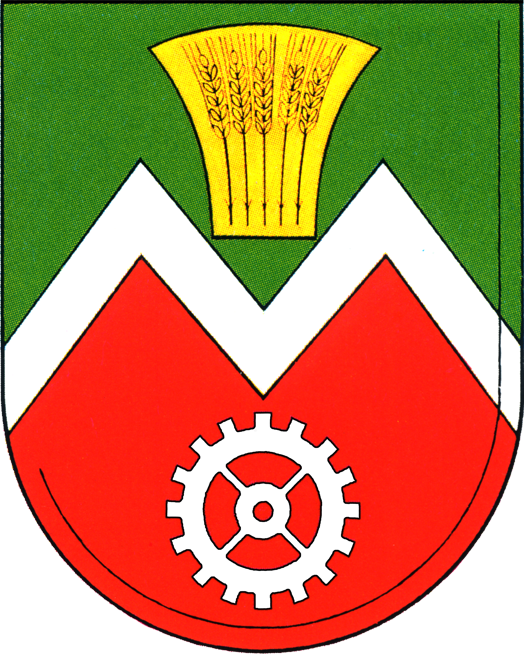
Marzahn ab 1979 (Details)
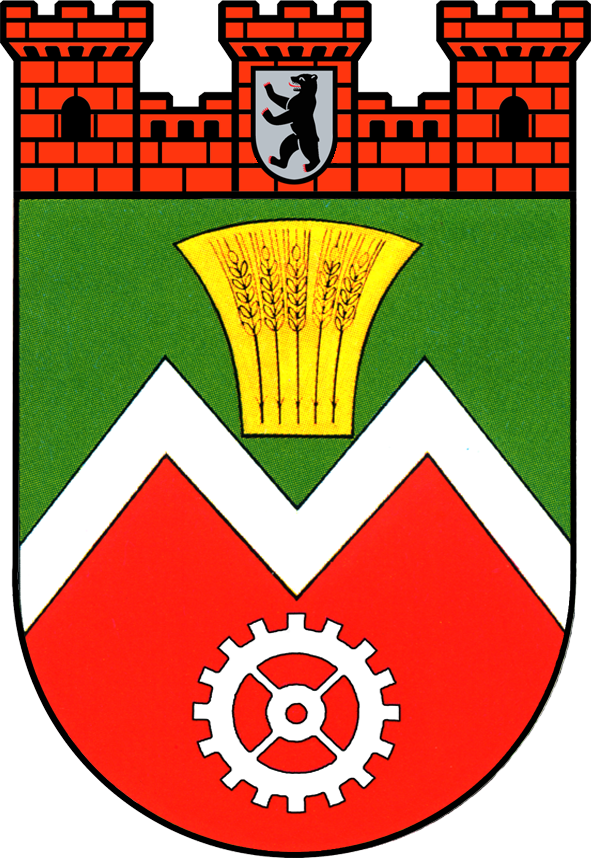
Marzahn ab 1992 (Details)
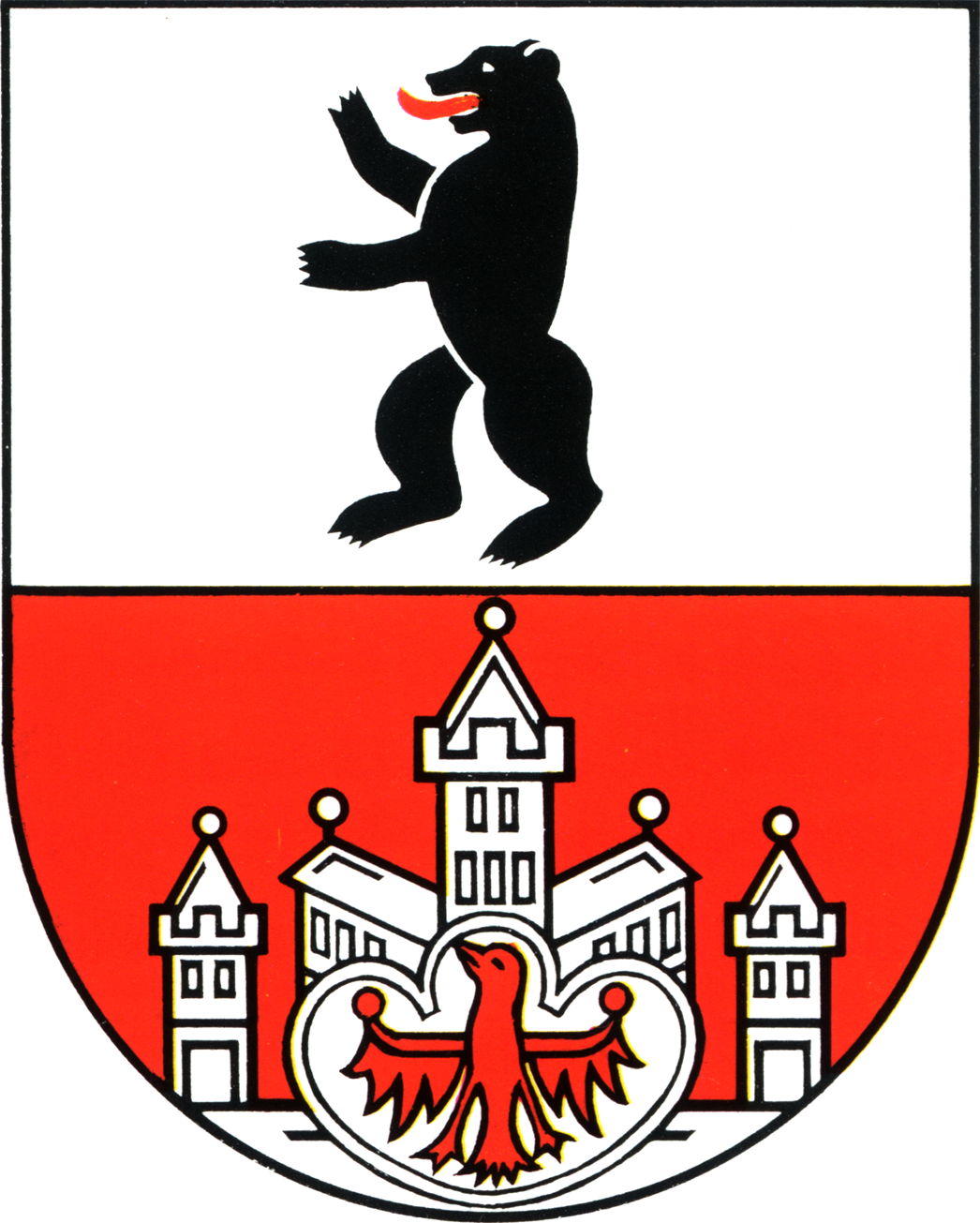
Mitte ab 1987 (Details)
Mitte ab 1994 bis 2001 (Details)
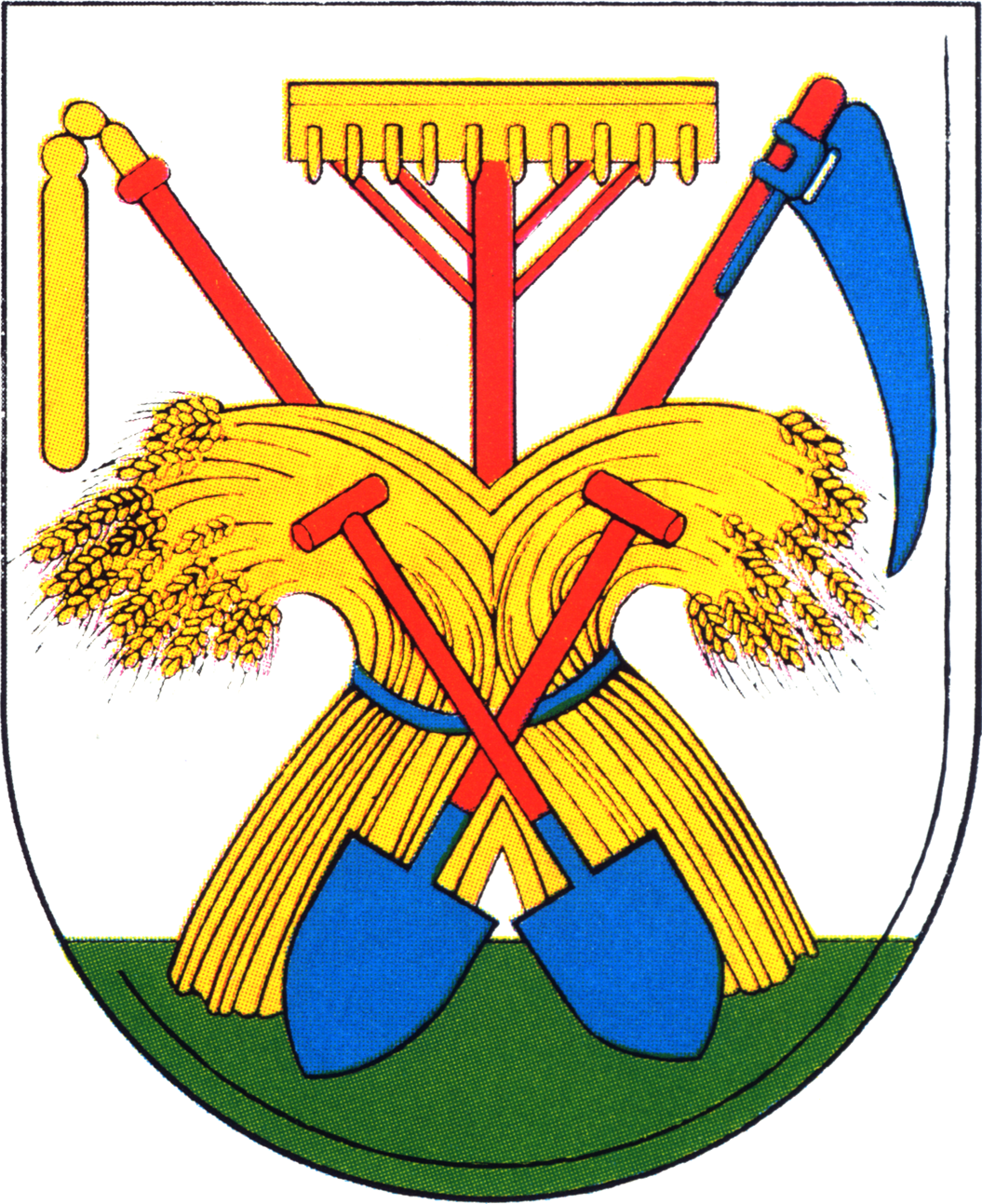
Pankow ab 1987 (Details)
Pankow ab [nach 1990] bis 2001 (Details) Abbildung liegt nicht vor.
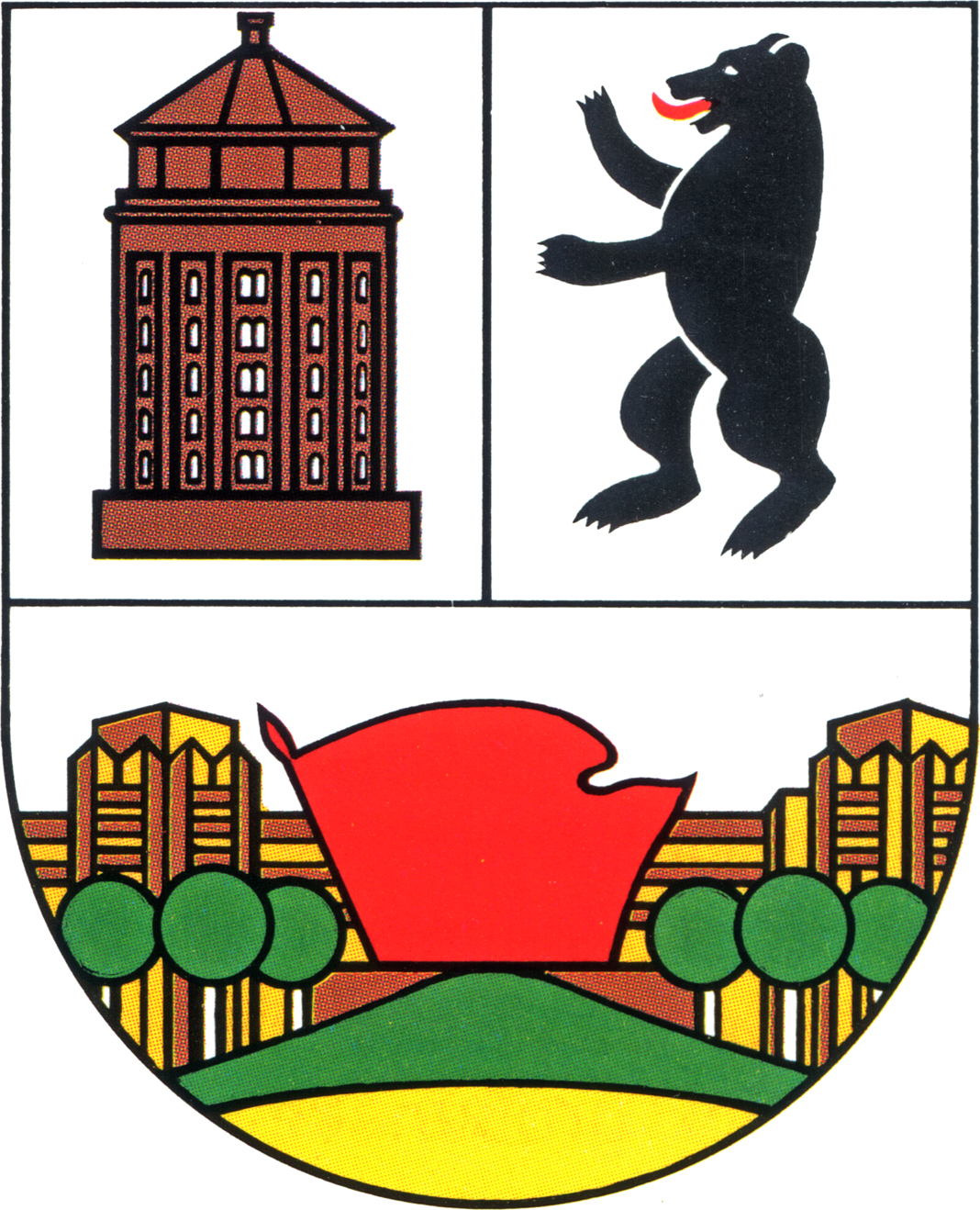
Prenzlauer Berg ab 1987 (Details)
Prenzlauer Berg ab 1992 (Details)
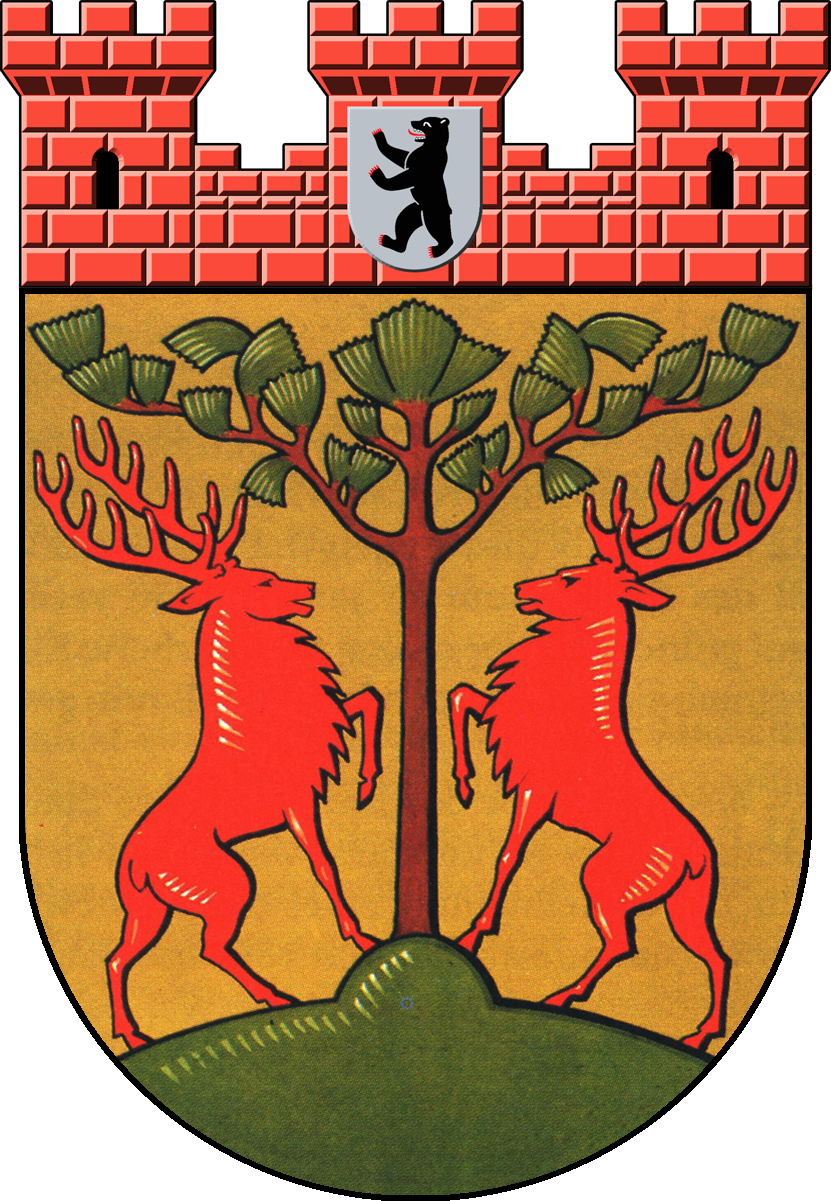
Schöneberg ab 1956 (Details)
Steglitz ab 1956 (Details)
Tempelhof ab 1957 (Details)
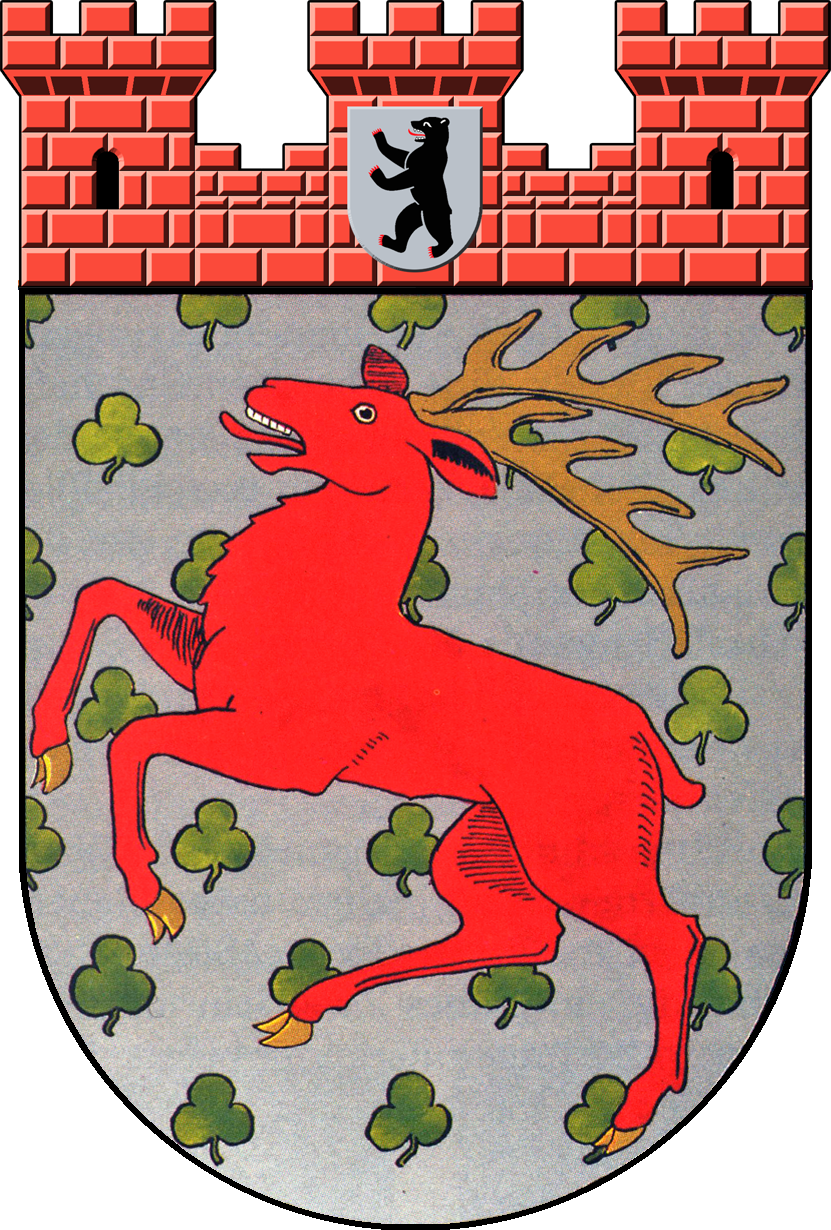
Tiergarten ab 1955 (Details)
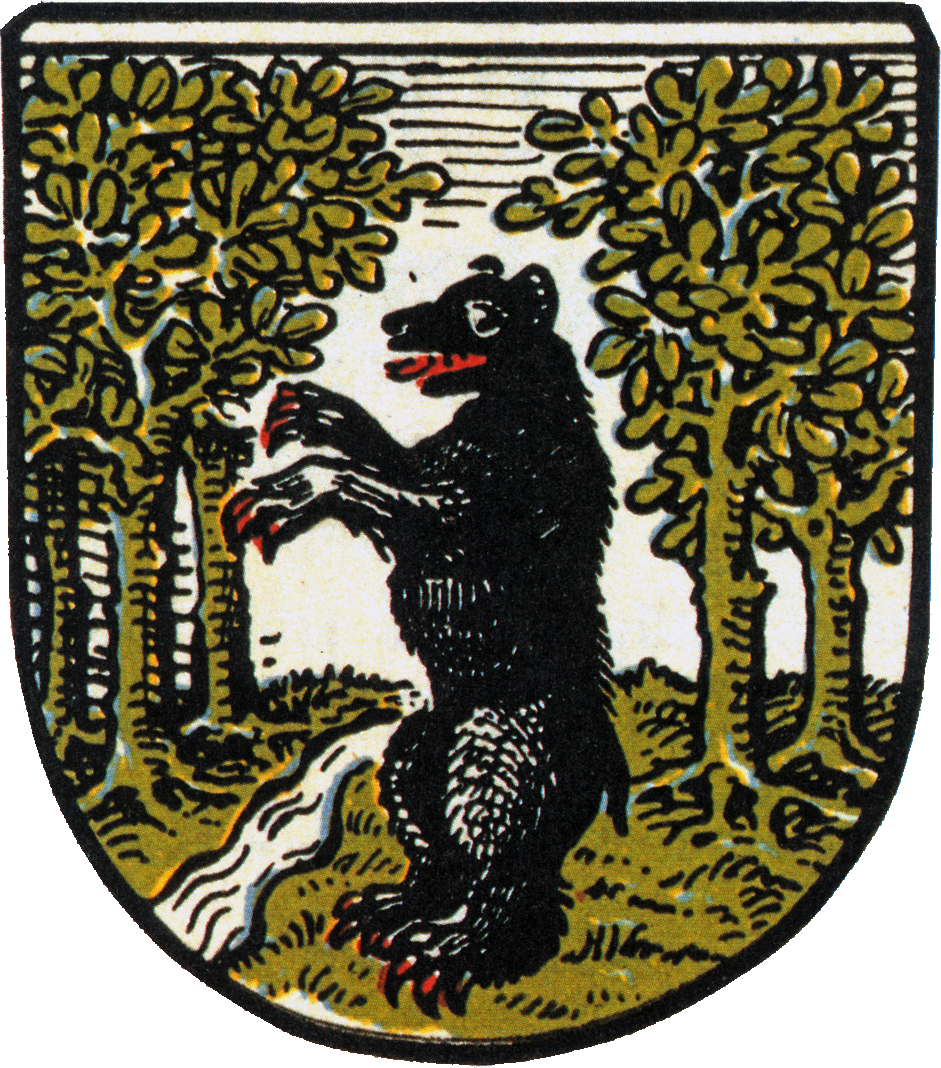
Treptow ab 1920 (Details)
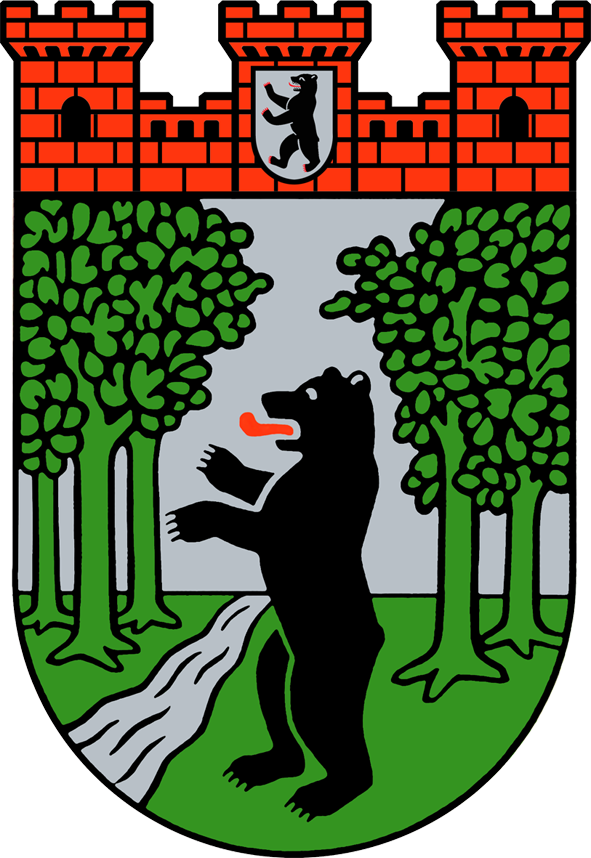
Treptow ab 1992 (Details)
Wedding ab 1955 (Details)
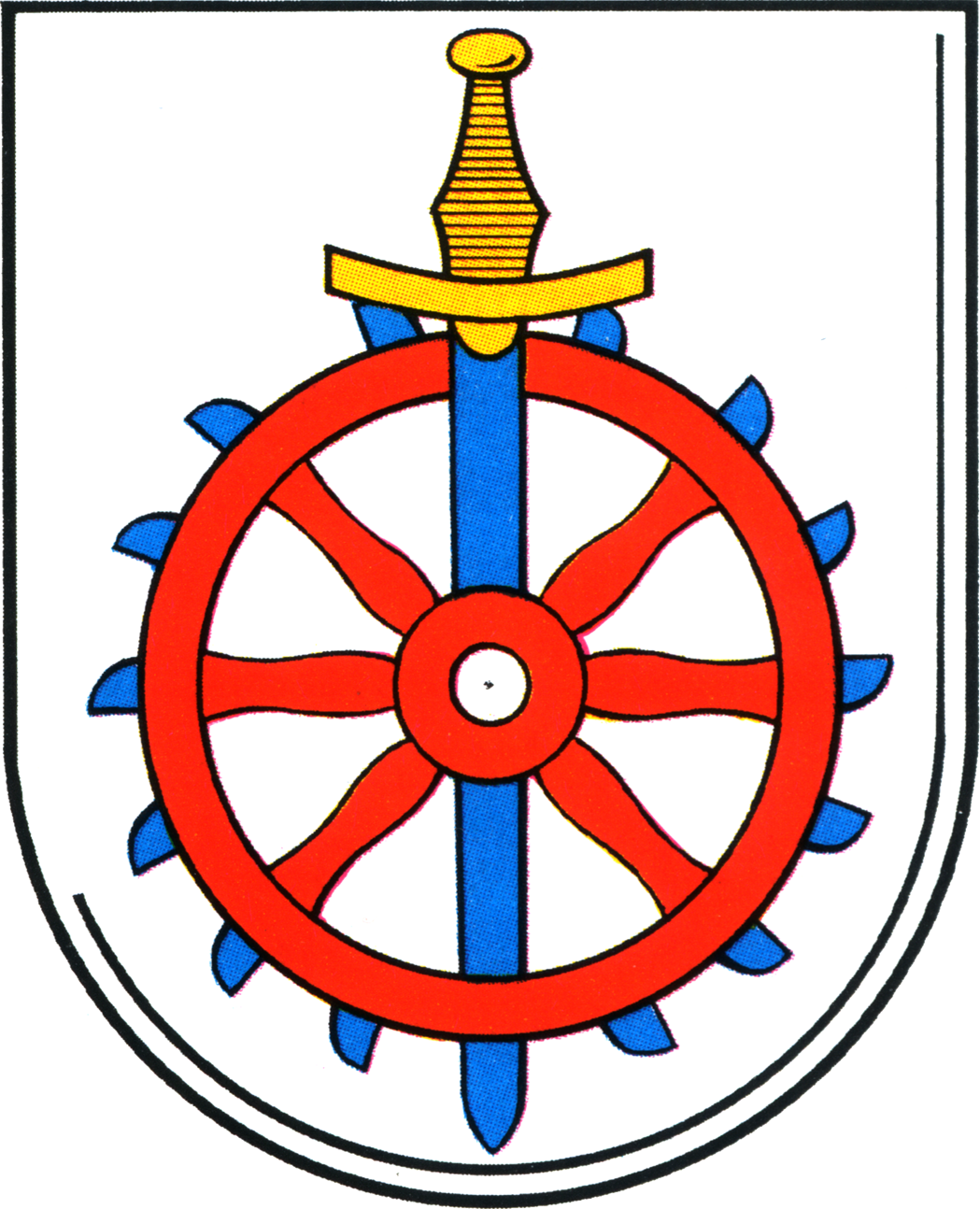
Weißensee ab 1987 (Details)
Weißensee ab 1992 (Details)
Wilmersdorf ab 1955 (Details)
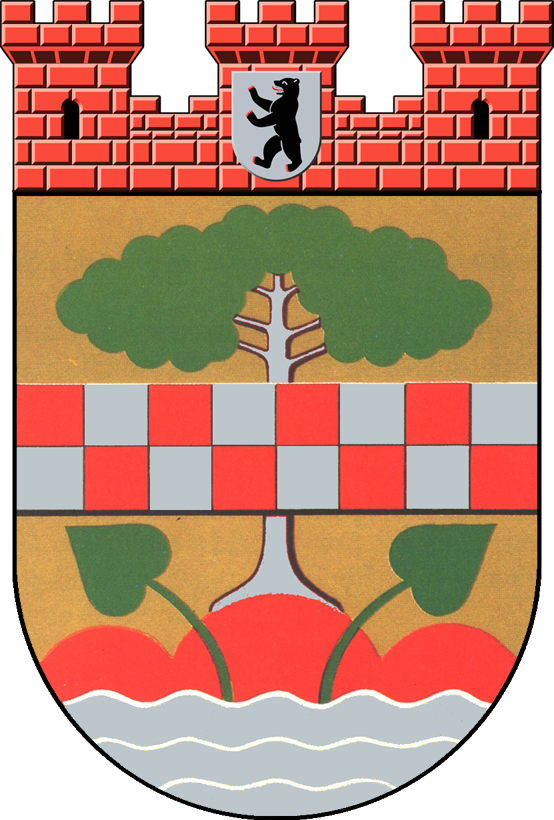
Zehlendorf ab 1956 (Details)

### Historische Wappen der Städte
Wappen der Städte, die 1920 nach Berlin eingemeindet wurden.

Charlottenburg (Details)
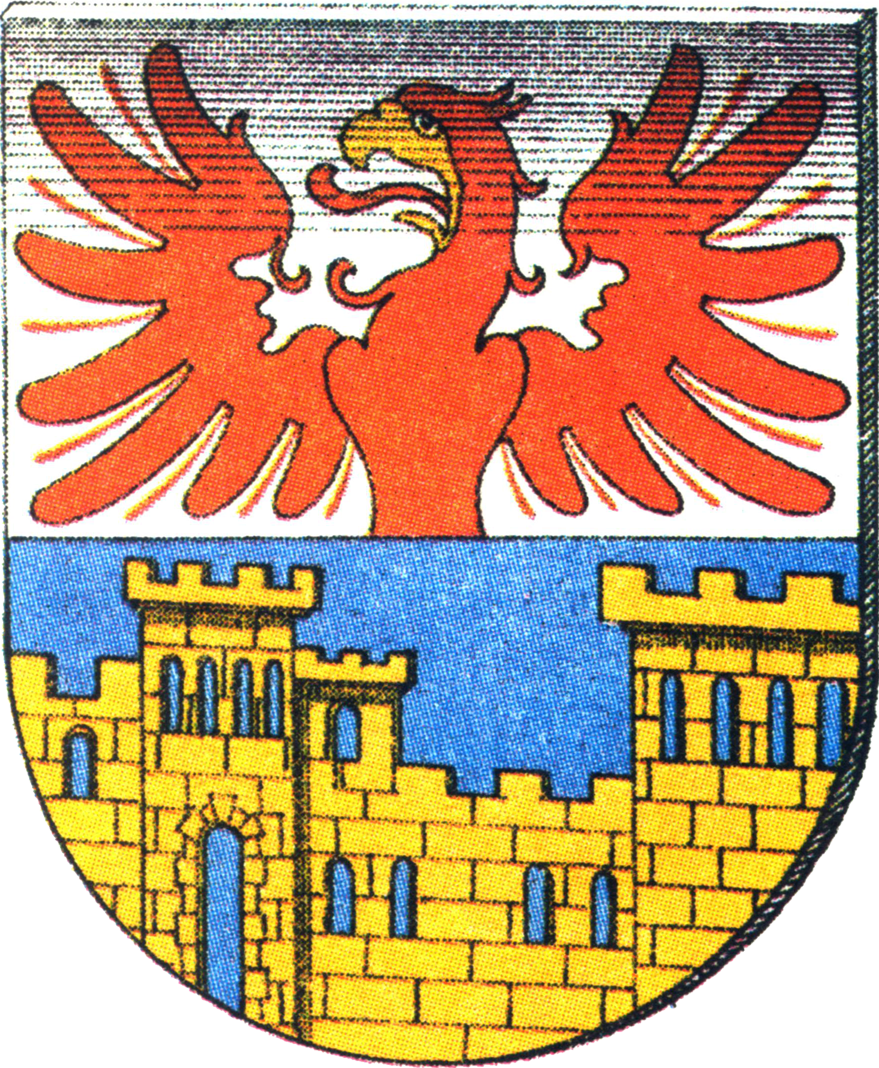
Neu-Cölln (Details)
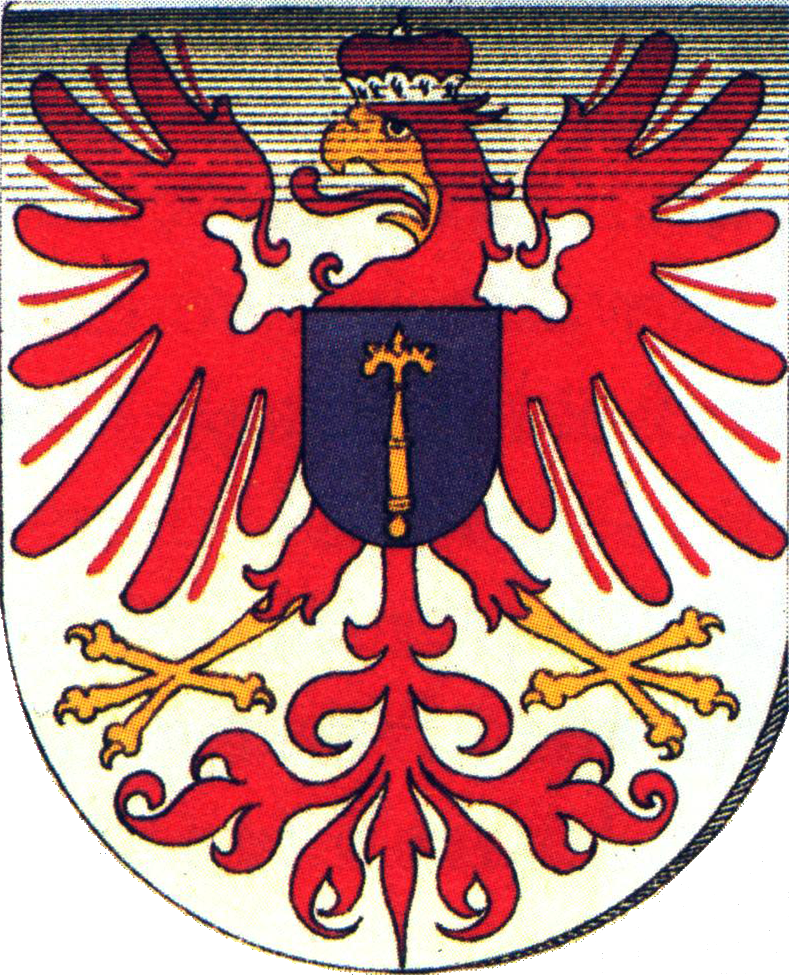
Dorotheenstadt (Details)
Friedrichstadt (Details)
Friedrichswerder (Details)
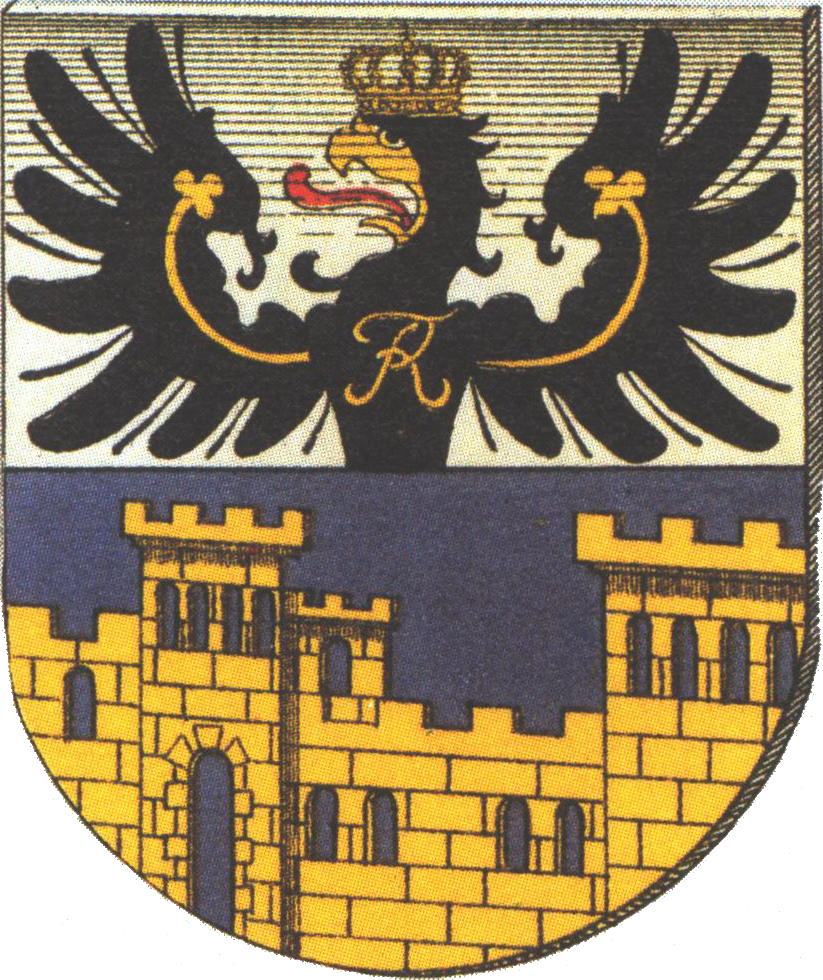
Königsstadt (Details)
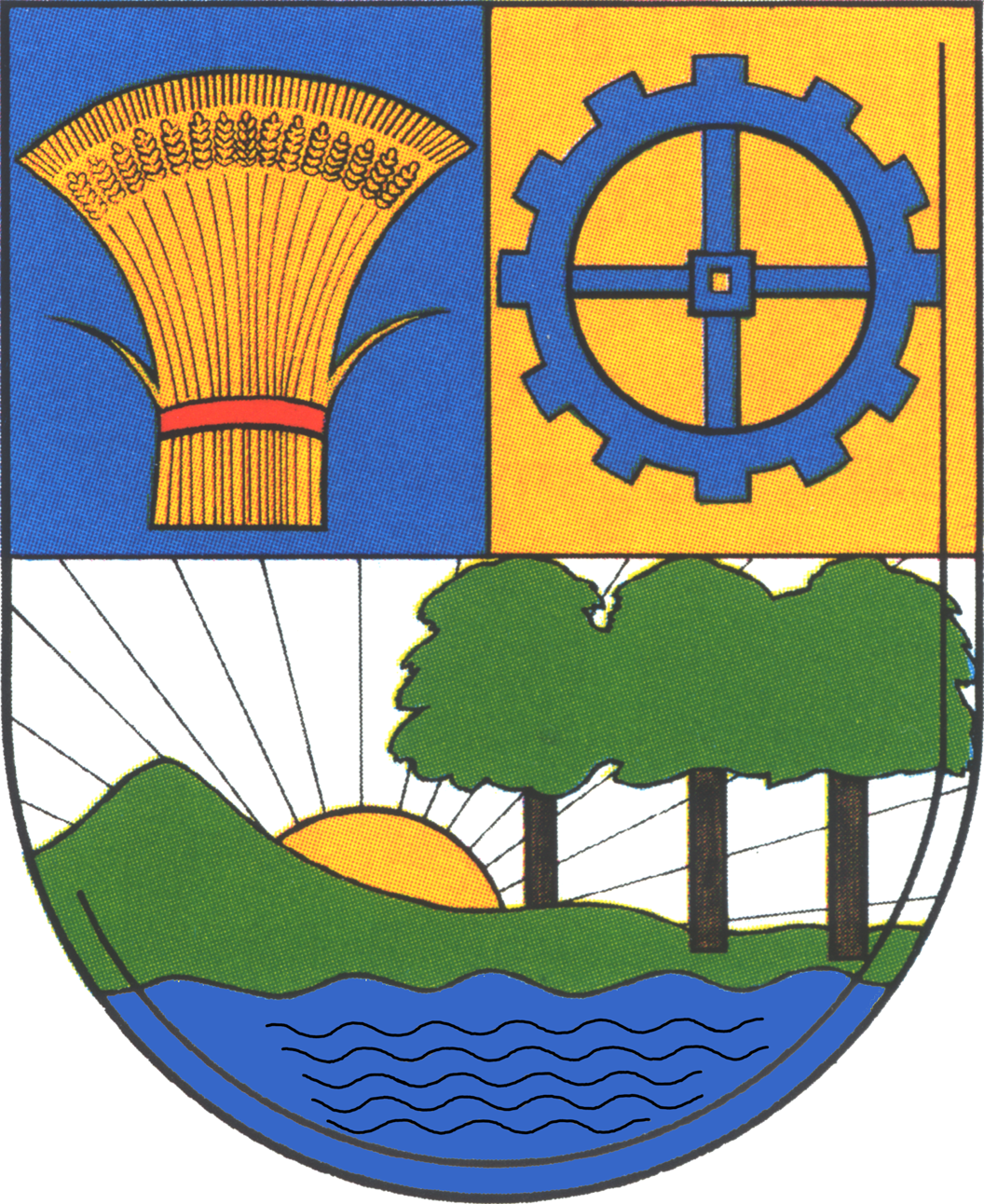
Lichtenberg (Details)
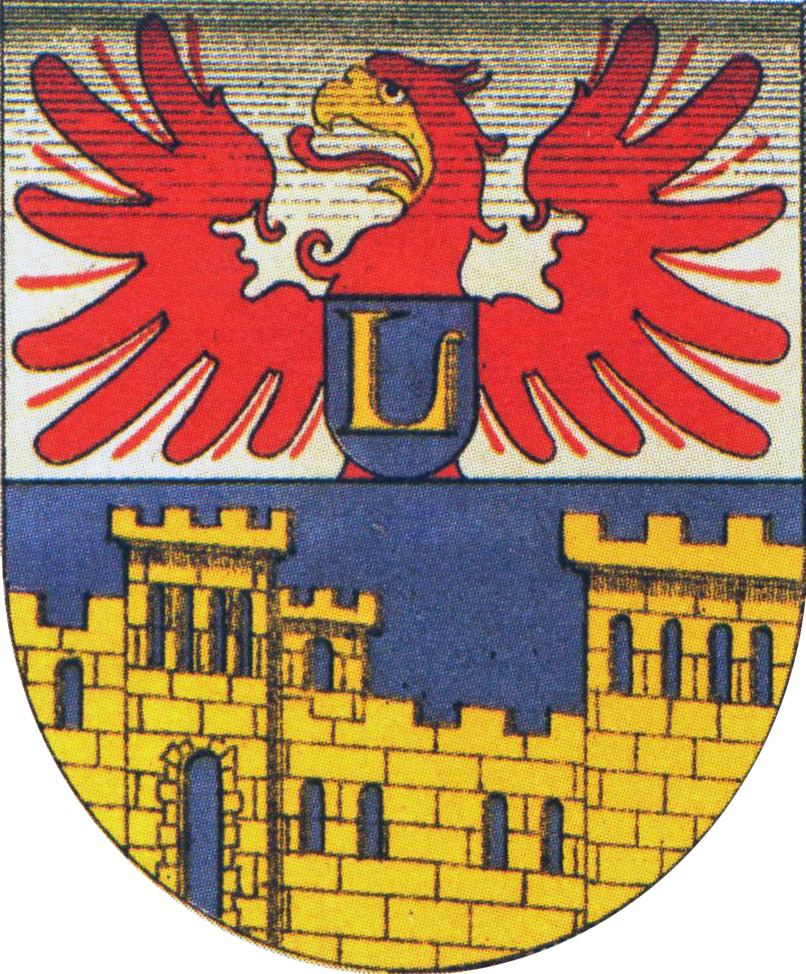
Luisenstadt (Details)
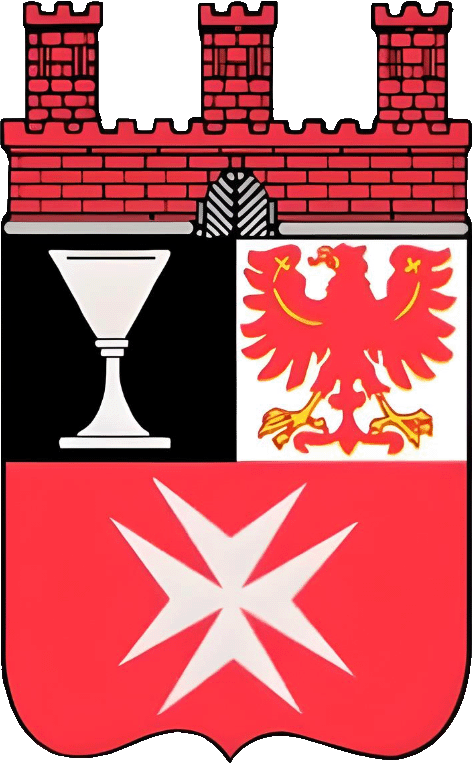
Rixdorf (Details)
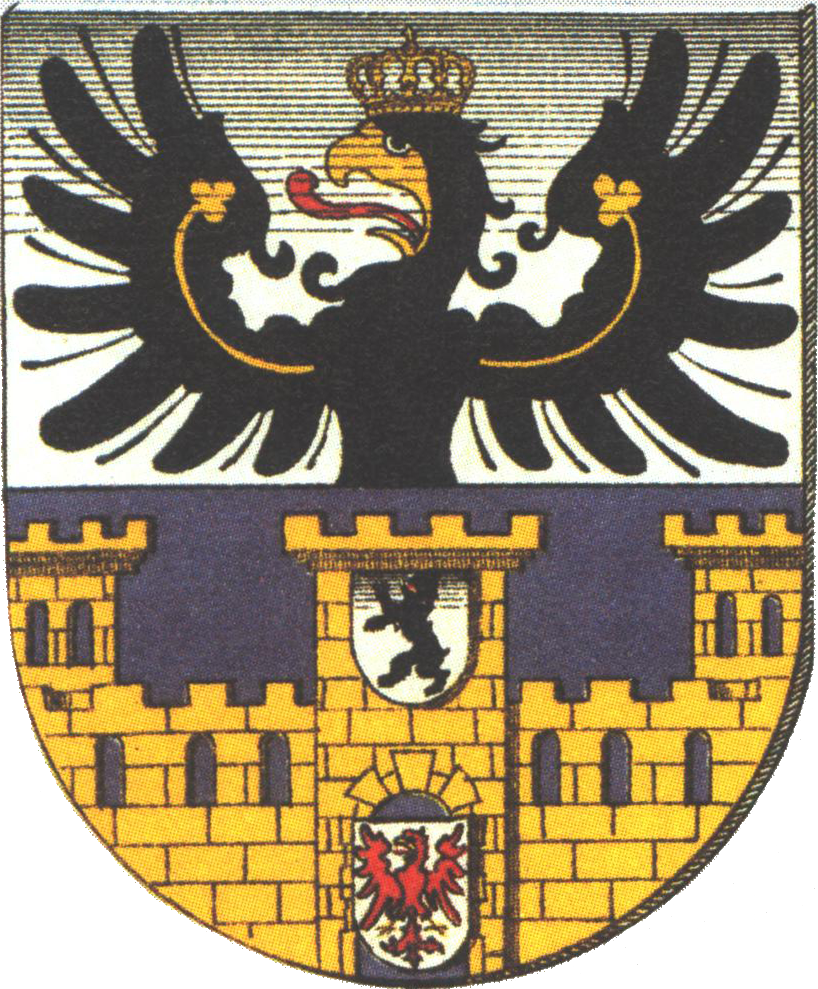
Spandauer Vorstadt (Details)
Tempelhofer Revier
Wedding

### Historische Wappen der Landgemeinden
Wappen der Landgemeinden, die 1920 nach Berlin eingemeindet wurden.

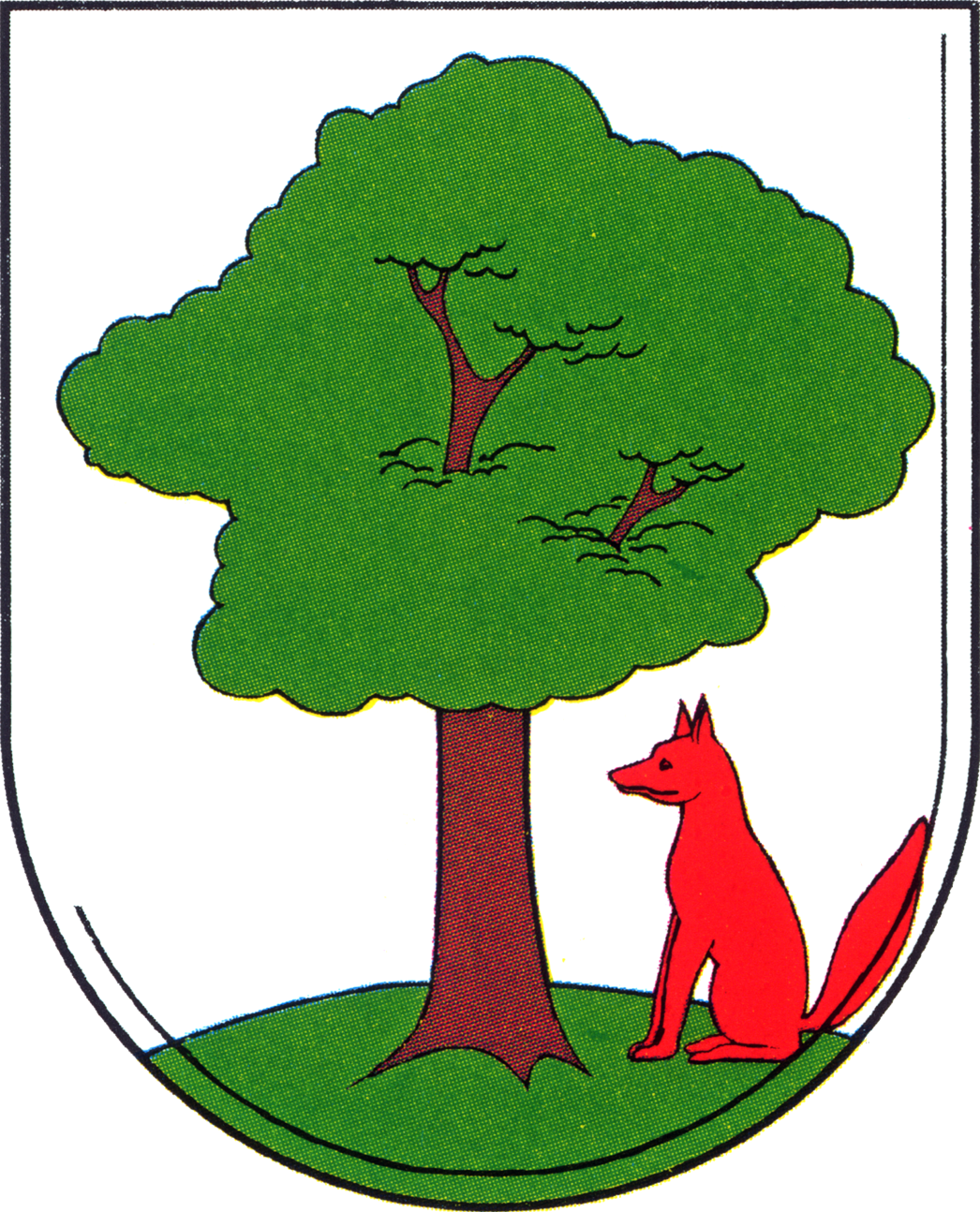
Buch (Details)
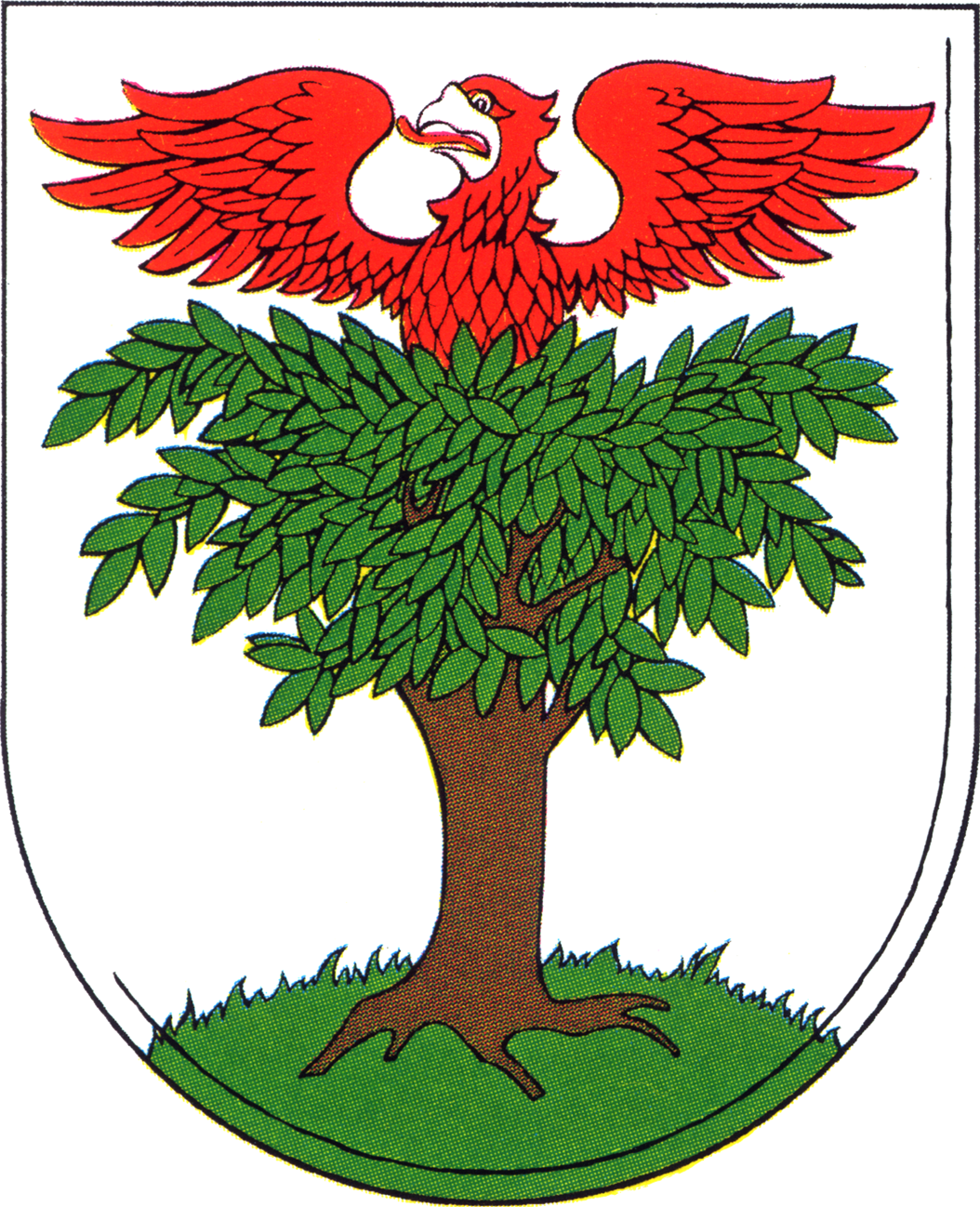
Französisch Buchholz (Details)
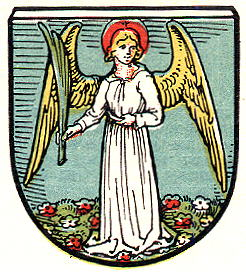
Friedenau (Details)
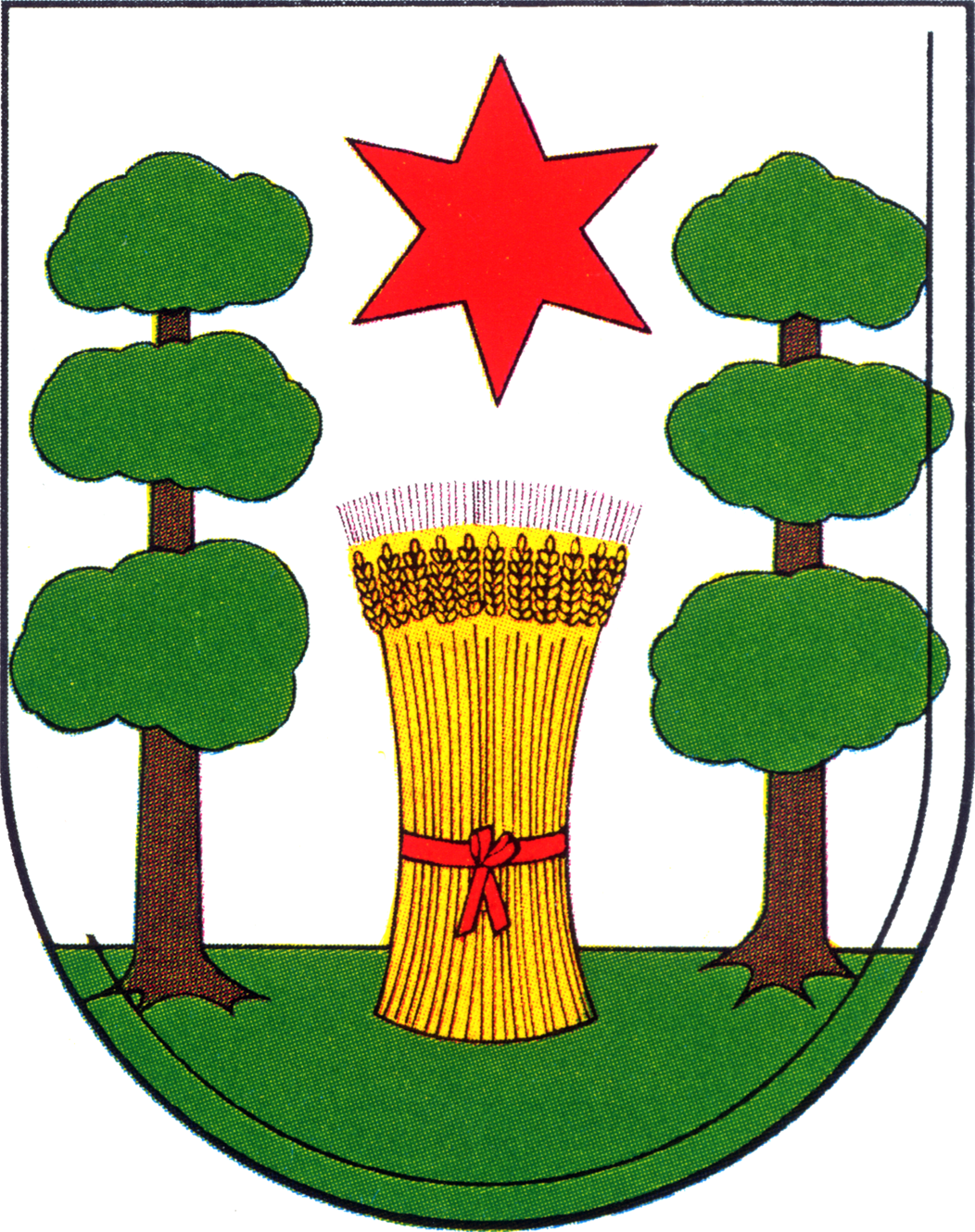
Friedrichsfelde (Details)
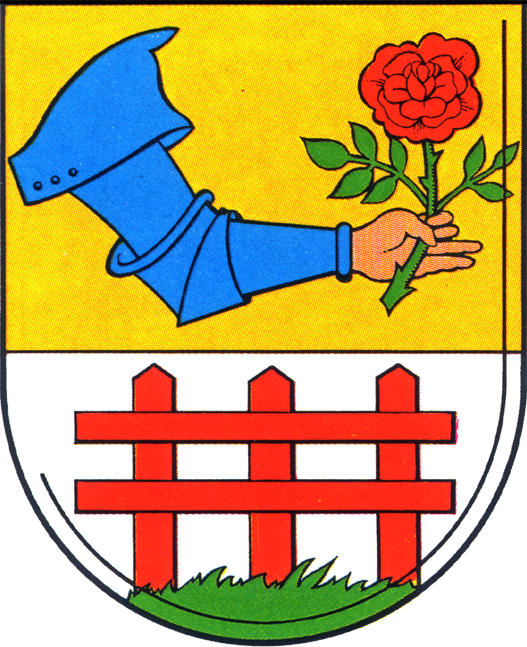
Friedrichshagen (Details)
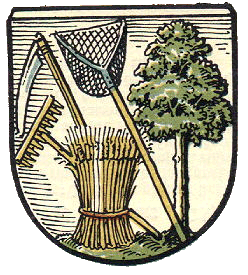
Heiligensee (Details)
Hohenschönhausen (Details)
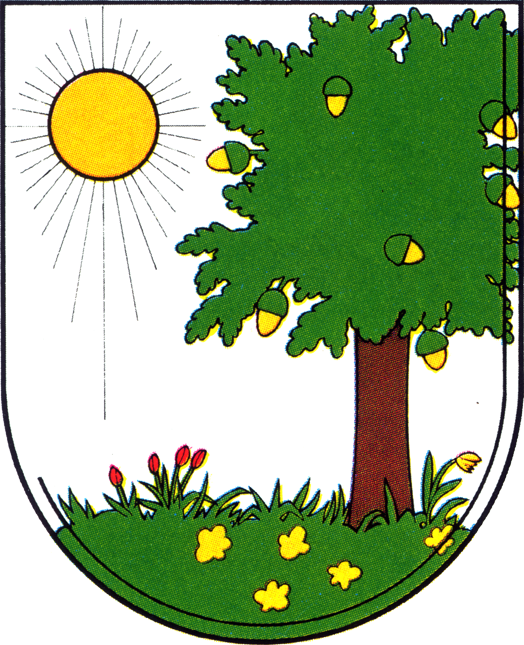
Johannisthal (Details)
Lankwitz (Details)
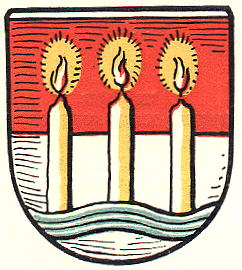
Lichterfelde (Details)
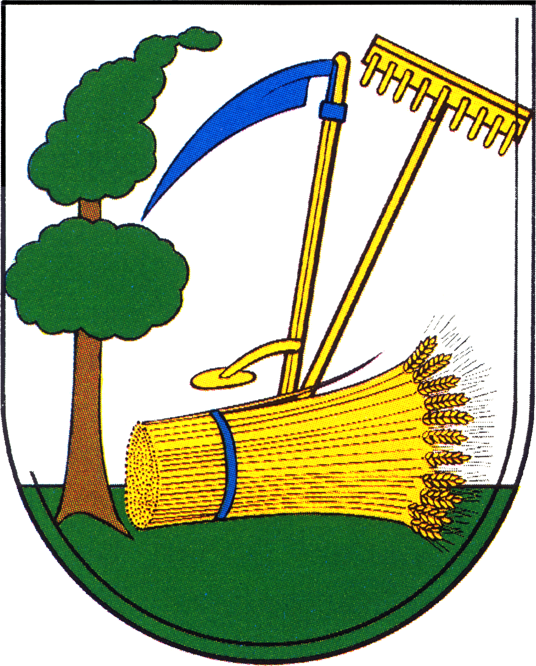
Mahlsdorf (Details)
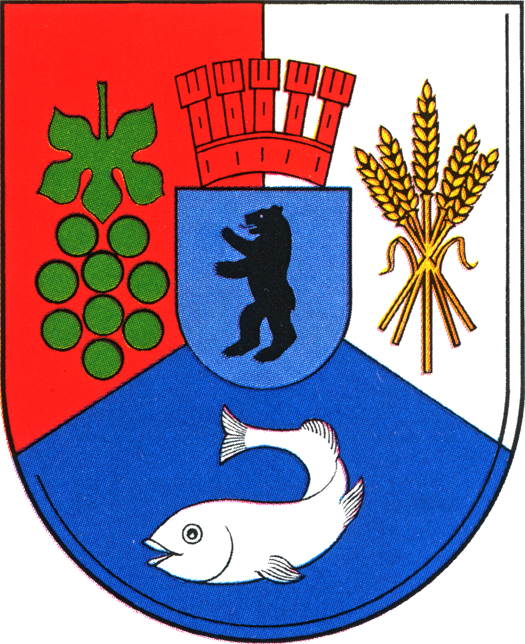
Müggelheim (Details)
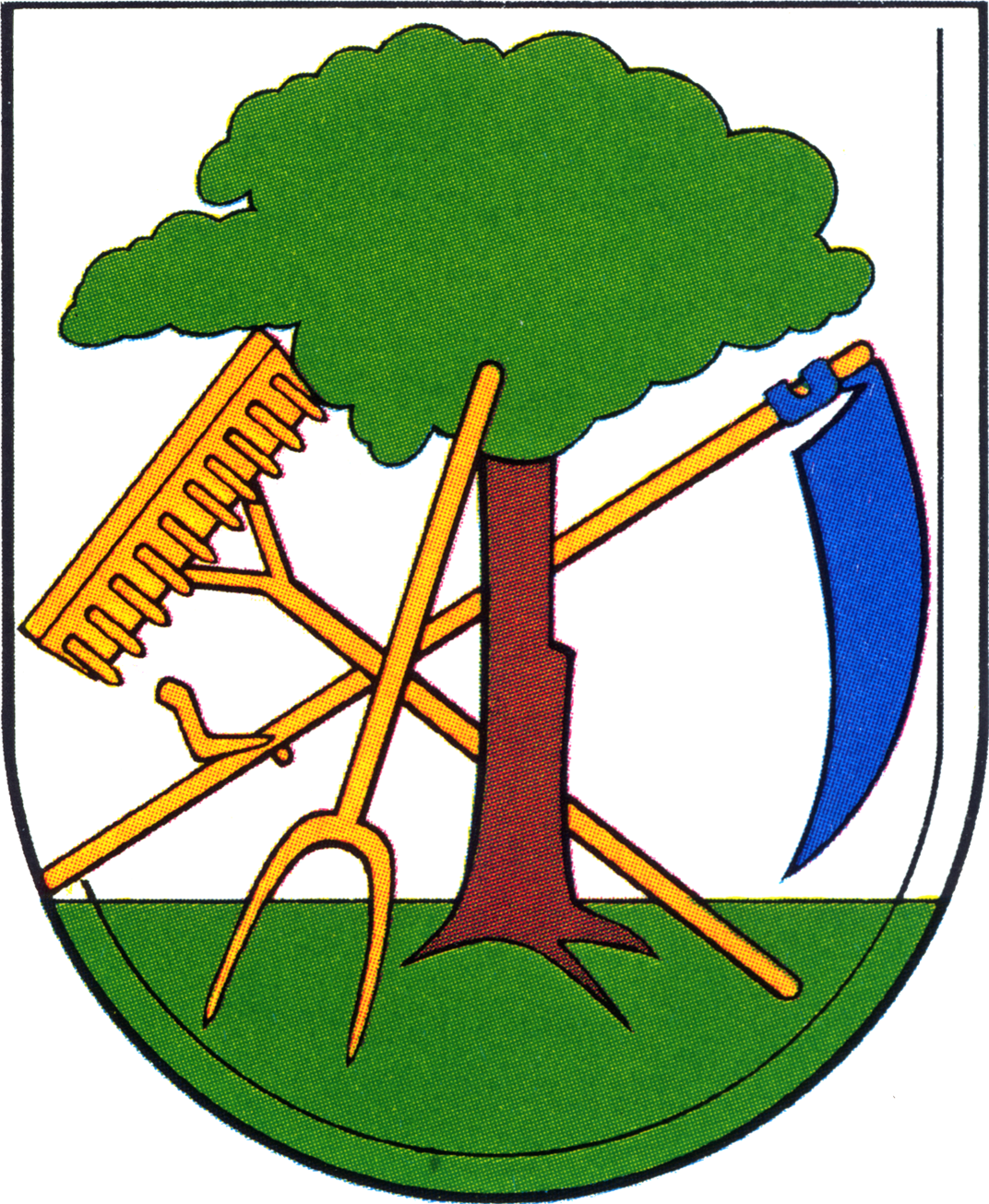
Niederschönhausen (Details)
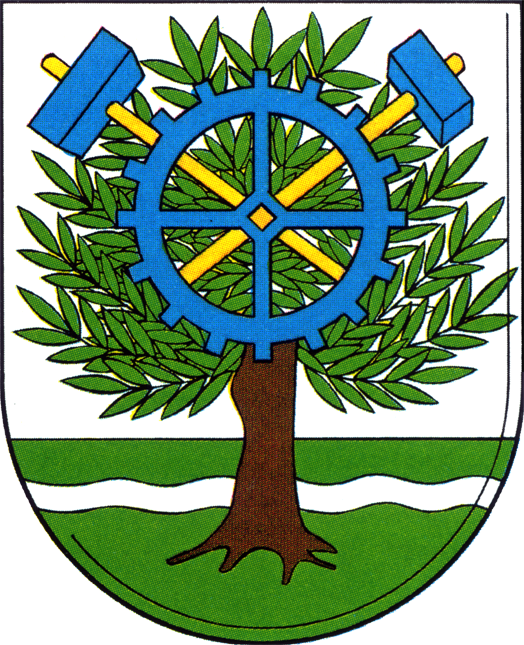
Oberschöneweide (Details)
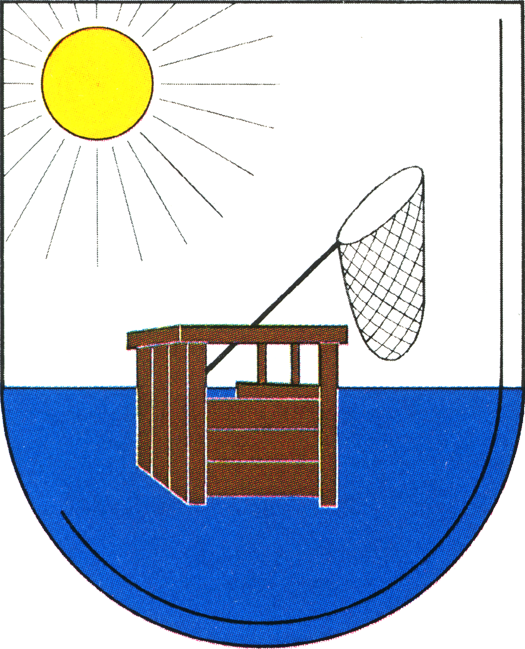
Rahnsdorf (Details)
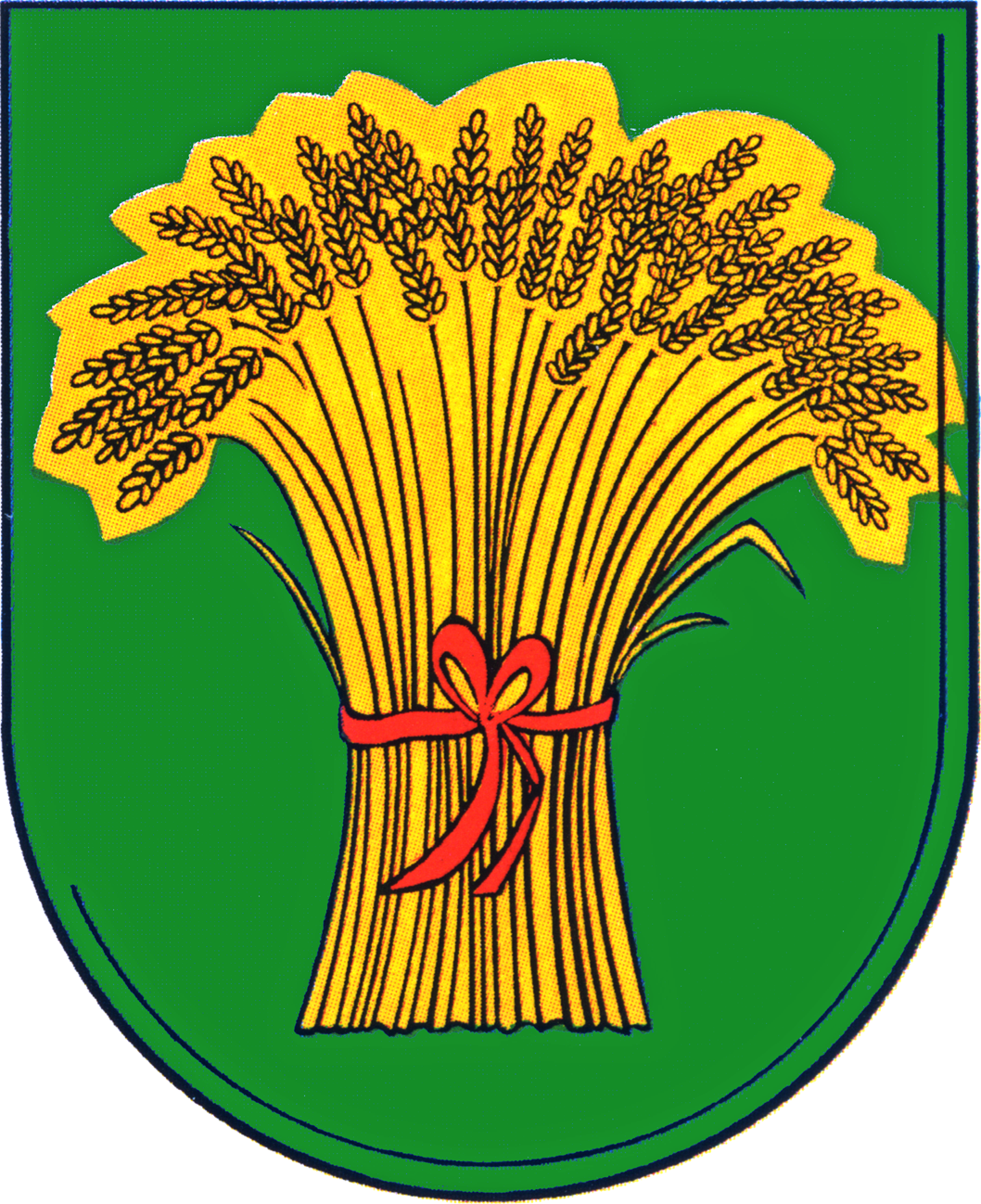
Rosenthal (Details)
Schmargendorf (Details)
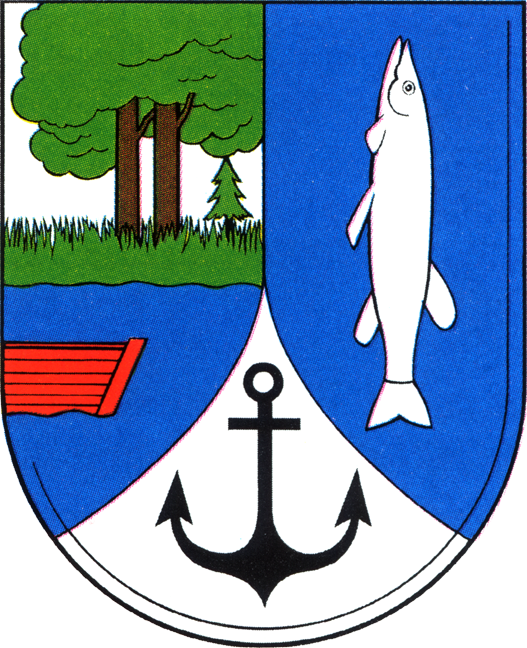
Schmöckwitz (Details)
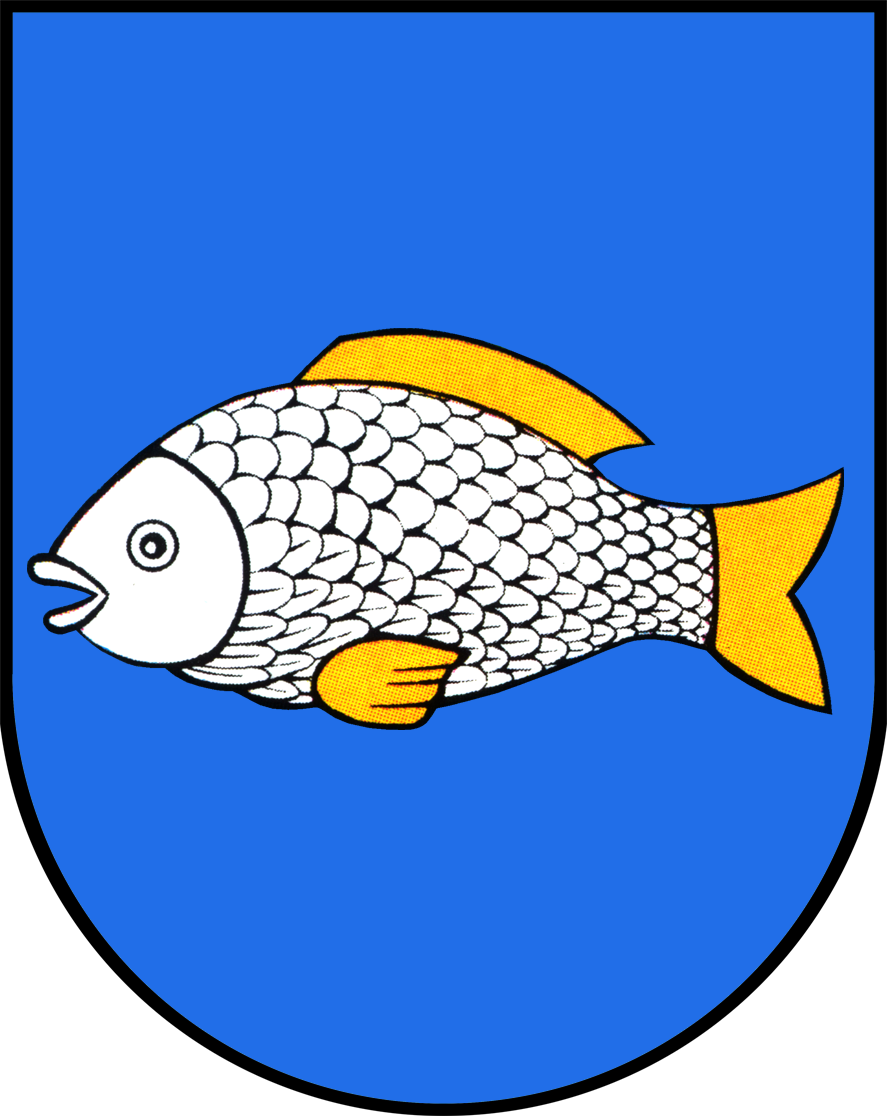
Stralau (Details)
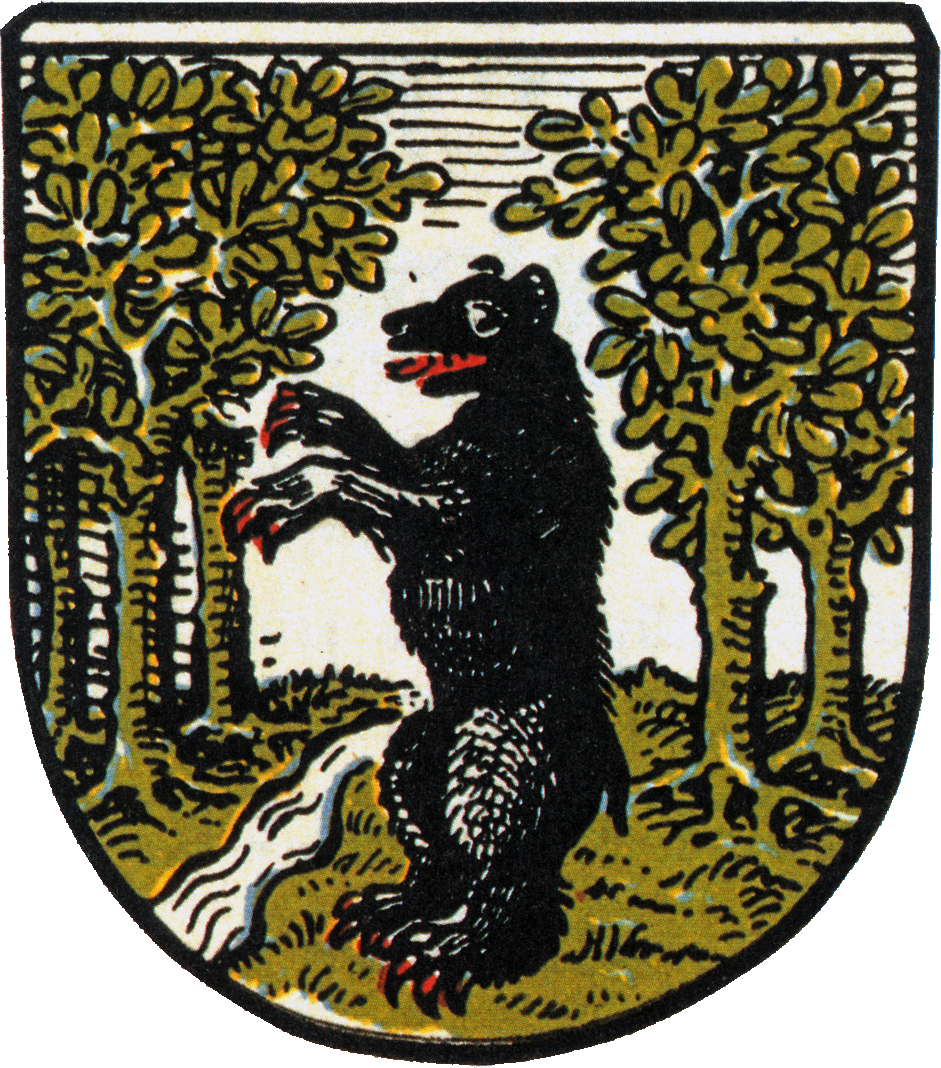
Treptow (Details)
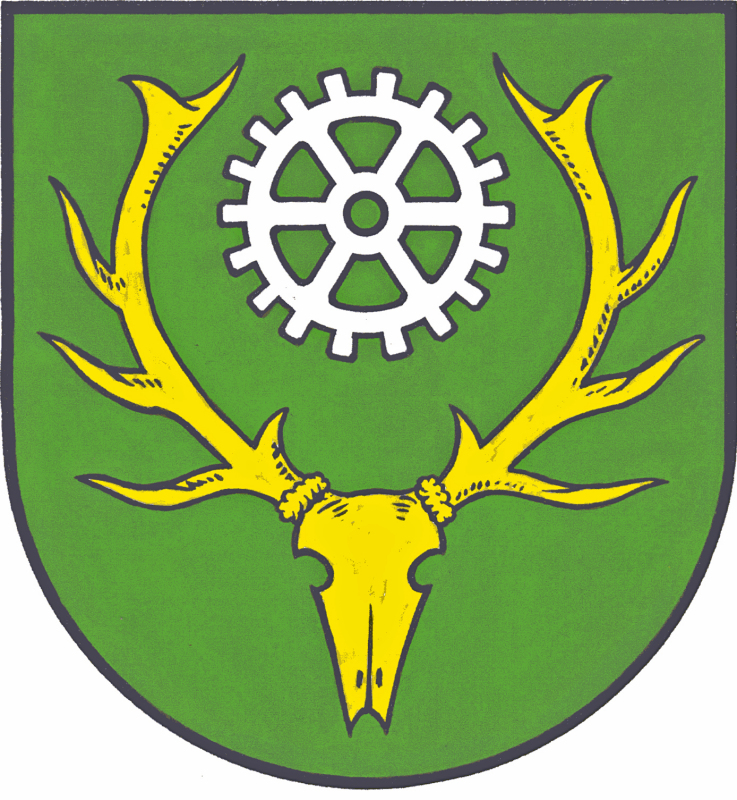
Waidmannslust (Details)